# Liste der Baudenkmäler in Meerbusch
Die Liste der Baudenkmäler in Meerbusch enthält die denkmalgeschützten Bauwerke auf dem Gebiet der Stadt Meerbusch im Rhein-Kreis Neuss in Nordrhein-Westfalen (Stand: Ende 2009). Diese Baudenkmäler sind in der Denkmalliste der Stadt Meerbusch eingetragen; Grundlage für die Aufnahme ist das Denkmalschutzgesetz Nordrhein-Westfalen (DSchG NRW).

| Bild                                                | Bezeichnung                                         | Lage | Beschreibung | Bauzeit                                                                                                  | Eingetragen seit          | Denkmal- nummer |
| --------------------------------------------------- | --------------------------------------------------- | --- | --- | --- | ------------------------- | --------------- |
| Alte Schule                                         | Alte Schule                                         | Büderich Alter Kirchweg 57 Karte                                                                                   | zweigeschossiger, klassizistischer Schulbau in fünf Achsen | etwa 1820                                                                                                |                           | 29              |
| weitere Bilder                                      | Alter Kirchturm St. Mauritius                       | Büderich Dorfstraße Karte                                                                                          | 4-geschossiger Turm auf quadratischem Grundriss aus Tuffstein mit Rundbogen, Arkadenfries und Doppelarkadenfenster, Eingangstür und Korpus im Innern von Joseph Beuys. Turm der ehemaligen Kirche von Büderich des 11./12. Jahrhunderts. Nutzung: Kriegergedächtnisstätte. Für die Erhaltung und Nutzung liegen volkskundliche (Religiosität, Bedeutung der Religion im Mittelalter, Kriegergedächtnisstätte) künstlerische (romanische Architektur, Tür und Korpus des z. Zt. hochbekannten Bildhauers Beuys) und städtebauliche Gründe (Lage des Objekts zum alten Ortskern von Büderich) vor. | Ursprünge aus dem 11./12. Jahrhundert                                                                    | 10.12.1981                | 48              |
| Rathaus Büderich                                    | Rathaus Büderich                                    | Büderich Dorfstraße 20 Karte                                                                                       | Das 1901 von dem Düsseldorfer Architekten C. Hövel errichtete Rathaus wurde 1911 erweitert. Das traufständig zur Straße ausgerichtete Gebäude besteht aus einem zentralen, zweigeschossigen Baukörper, dem sich symmetrisch rechts und links eingeschossige Anbauten anschließen. Entsprechend gliedert sich die Fassade in einen zweizonigen Mittelteil von sieben Fensterachsen, bei dem die breitere Mittelachse als Risalit vor die Mauerflucht tritt. Die Fenster des Risalits sind rund- bzw. segmentbogig. Ein Treppengiebel mit einem zentralen Rundbogenfenster schließt den Risalit ab. Links des zentralen Baukörpers bildet eine nach zwei Seiten offene Arkade eine laubenartige Vorhalle für den zurückversetzten Eingang. Die Balustrade eines Balkons schließt den Gebäudeteil nach oben ab. Der rechte Anbau ist mit einer einfachen Türöffnung wesentlich schlichter gestaltet. Die Schmuck- und Gliederungsformen der Fassade entsprechen in ihrer Ornamentik dem historischen Stil der Jahrhundertwende. Die Aufteilung der Innenräume ist zum Teil in ihrer ursprünglichen Struktur erhalten. Ebenfalls die beiden Treppenhäuser, die das Gebäude sowohl von vorne als auch von seiner rückwärtigen Seite erschließen, entsprechen noch weitgehend dem Originalzustand. Durch den Neubau des Rathauses fernab des ehemaligen Dorfkerns von Büderich entsteht ein neues Ortszentrum für die gegen Ende des 19. Jh. durch das starke Anwachsen der Bevölkerungszahl zusammenwachsenden Dörfer Brühl, Necklenbroich, Niederdonk und Büderich. Es ist somit bedeutend als Zeugnis der prosperierenden Ortsentwicklung und der Wandlung von einem Konglomerat dörflicher Ansiedlungen hin zu einer Kleinstadt. In seiner weitgehend original erhaltenen Substanz dokumentiert das Gebäude einen Verwaltungsbau der Jahrhundertwende, der aus architekturgeschichtlichen, städtebaulichen und ortsgeschichtlichen Gründen erhaltenswert ist. | 1901 | 17.12.1984                | 81              |
| Gaststätte Lindenhof                                | Gaststätte Lindenhof                                | Büderich Dorfstraße 48 Karte                                                                                       | 3-flügelige Backsteinanlage. Das ältere Wohnhaus ist 2-geschossig in 5 Achsen mit Werksteintürgewänden und Sohlbänken. Ein geschossiger Backsteinanbau mit seitlichem Walmdach wurde in den zwanziger Jahren errichtet. Das Gebäude ist bedeutend für die Menschen im Gebiet der heutigen Stadt Meerbusch, da es ein Zeugnis für die Siedlung Büderichs darstellt, ebenso wie für die Gaststätten-Geschichte. Die Gaststätte bildet heute den Abschluss der alten Kernbebauung des Dorfes Büderich. Somit sprechen auch städtebauliche Gründe für die Erhaltung und Nutzung. Die Unterschutzstellung beschränkt sich auf die äußere Gestalt und technische Konstruktion des Hauses. Eine Anpassung im Inneren an moderne Wohn- und Wirtschaftsverhältnisse ist möglich. | ? (Anbau aus den 1920er Jahren)                                                                          | 10.12.1981                | 2               |
| Winkesgut                                           | Winkesgut                                           | Büderich Dorfstraße 51 Karte                                                                                       | Ehemalige 4-flügelige Backsteinhofanlage. Das Wohnhaus ist 2-geschossig in 6 Achsen mit großer Toreinfahrt (verputzt; Ankersplinte mit Jahreszahl 1756). Hofgebäude neu. Das Gut ist bedeutend für die Geschichte des Menschen im Gebiet der heutigen Stadt Meerbusch, da es die Besiedlung des alten Dorfes Büderich und die landwirtschaftliche Produktionsverhältnisse aus jener Zeit bezeugt. Der Hof ist auf dem Grund und Boden des früheren Fronhofes entstanden. Das harmonische großzügige Gebäude bestimmt die alte Bebauung an der Dorfstraße gegenüber dem alten Kirchturm ganz wesentlich, so dass auch städtebauliche Gründe für die Erhaltung sprechen. Die Unterschutzstellung beschränkt sich auf die äußere Gestalt und technische Konstruktion des Wohnhauses Dorfstraße 51 als Teil des Winkesgutes, d. h. unveränderter äußerer Erhalt einschließlich Fenstergliederung und Türen. | 1756 | 10.12.1981                | 3               |
| Ulmenhof (früher Neuen- oder Nauenhof)              | Ulmenhof (früher Neuen- oder Nauenhof)              | Büderich Dückersstraße 6 Karte                                                                                     | Ehemalige 3-flügelige Hofanlage aus dem Jahre 1768. Wohnhaus 2-geschossig in 4 Achsen (verputzt, seitlich Fachwerk). Wohnhaus Dückersstraße ist ein Denkmal im Sinne des § 2 des Denkmalschutzgesetzes v. 11. März 1980 (GV NRW S. 226). An seiner Erhaltung und Nutzung besteht ein öffentliches Interesse. Das Gebäude ist bedeutend für die Geschichte des Menschen im Gebiet der heutigen Stadt Meerbusch, da der Ulmenhof die Geschichte der früheren Gemeinde Büderich und die Besiedlung mit landwirtschaftlichen Betrieben bezeugt. Der Ulmenhof ist Bestandteil des alten Ortskernes. Das Gebäude ist wegen seiner typischen Gestaltung als altes niederrheinisches Bauernhaus erhaltenswert. Wegen der Dokumentation Büdericher Geschichte sprechen heimatkundliche Gründe für die Erhaltung. Das Rheinische Amt für Denkmalpflege hat sein Einvernehmen mit der Eintragung des Gebäudes in die Denkmalliste erklärt. Die Unterschutzstellung beschränkt sich auf die äußere Gestalt und technische Konstruktion des Hauses. Eine Anpassung im Inneren an moderne Wohnverhältnisse ist möglich. | 1768 | 10.12.1981                | 5               |
| Gemauertes Kapellchen mit Säulen                    | Gemauertes Kapellchen mit Säulen                    | Büderich Ecke Dülsweg/Blumenstraße Karte                                                                           | | ca. 1925                                                                                                 | 11.09.1984                | 86              |
| weitere Bilder                                      | Pfarrkirche St. Mauritius                           | Büderich Düsseldorfer Straße/Dorfstraße Karte                                                                      | 3-schiffige neugotische Backsteinkirche, Pseudobasilika mit 3-seitigen Chorschluss und vorgesetztem Westturm, Ausstattung neu. Erbaut 1892/93 von Theodor Roß. Die Kirche ist bedeutend für die Geschichte des Menschen der heutigen Stadt Meerbusch, da sie ein Zeugnis des religiösen Lebens gibt. | 1892/93                                                                                                  | 11.09.1984                | 94              |
| Wohnhaus                                            | Wohnhaus                                            | Büderich Forsthausweg 1 Karte                                                                                      | 2-geschossiges Steingebäude mit turmartig ausgebildeten Seitenteilen, Hauptteil Walmdach, Turmteile geschwungene Walmdächer, Wände verputzt. Das Haus wurde im Jahre 1914 von dem Architekten Fritz August Breuhaus geplant. Erneuerung und Umbau im Jahre 1976. Das Haus aus der Entstehungszeit der Landhaussiedlung Meerbusch zeugt von den architektonischen Vorstellungen und den Wohnvorstellungen der Menschen, die seinerzeit die Gartenhaussiedlung in Meerbusch angelegt haben. Insoweit hat es Bedeutung für die Geschichte Büderichs und damit der Stadt Meerbusch, aber auch für eine zu Anfang dieses Jahrhunderts entstandene Bewegung des Wohnens abseits der Großstadt auf dem Lande, dennoch mit städtischem Zivilisationsniveau. | 1914,1976                                                                                                | 11.09.1984                | 95              |
| Wohnhaus                                            | Wohnhaus                                            | Büderich Forsthausweg 7 Karte                                                                                      | 2-geschossiges Wohnhaus mit teilweise geschwungenen hohem Mansarddach, Baukörper gegliedert im Mittelteil mit Mittelrisalit und zwei leicht abgewinkelten Seitenteilen. Gebäude verputzt. Dach Schiefer. Gebaut 1902. Das Haus aus der Entstehungszeit der Landhaussiedlung Meererbusch zeugt von den architektonischen Vorstellungen und den Wohnvorstellungen der Menschen, die seinerzeit die Gartenhaussiedlung in Meererbusch abgelegt haben. Insoweit hat es Bedeutung für die Geschichte Büderichs und damit der Stadt Meerbusch, aber auch für eine zu Anfang des Jahrhunderts entstandene Bewegung des Wohnens abseits der Großstadt auf dem Lande, dennoch mit städt. Zivilisationsniveau. | 1902 | 11.09.1984                | 96              |
| Wohnhaus                                            | Wohnhaus                                            | Büderich Grabenstraße 1 Karte                                                                                      | 2-geschossiges Wohnhaus (Doppelhaus mit dem Haus Niederlöricker Straße 28), errichtet 1928. Das Haus ist bedeutend für die Geschichte der Menschen und die Entwicklung der Wohn- und Siedlungsverhältnisse im Gebiet der heutigen Stadt Meerbusch. Das Haus ist ein Teil einer großzügigen verstädterten Wohnbebauung vor den Toren der Großstadt in Anlehnung an eine Landgemeinde. Es dokumentiert den bürgerlichen Wohnstil aus der Zeit nach dem Ersten Weltkrieg. Für die Erhaltung und Nutzung des Gebäudes liegen volkskundliche, insbesondere heimatkundliche Gründe vor. Bewohner, Besucher und Vorübergehende können die Entwicklung der Gemeinde Büderich und die zuvor skizzierte Wohnform an dem Gebäude zu erkennen. Dem Wohnhaus kommt daher auch dokumentarischer Charakter zu. Für die Erhaltung des Gebäudes liegen auch städtebauliche Gründe vor. Das Gebäude bestimmt – wie auch die Gebäude seiner Umgebung – den Charakter einer großzügigen Wohnsiedlung entlang der Grabenstraße. | 1928 | 11.10.1984                | 85              |
| Wohnhaus                                            | Wohnhaus                                            | Büderich Johannes-Kirschbaum-Straße 4 Karte                                                                        | Eingeschossiges Backstein-Einfamilienhaus mit unregelmäßigem Fassadenaufbau und ausgebautem Dachgeschoss, errichtet um 1930. Das Haus ist Zeugnis für die Besiedlung der früheren Gemeinde Büderich und für einen damals zeitgemäßen architektonischen Stil, schließlich auch für die damals übliche bürgerliche Wohnform. Insoweit ist dieses Haus – wie die Häuser seiner Umgebung – bedeutend für die Geschichte des Menschen und die Besiedlung der früheren Gemeinde Büderich. Es liegen volkskundliche, insbesondere heimatkundliche und städtebauliche Gründe für die Erhaltung und Nutzung vor. Die städtebaulichen Gründe ergeben sich aus der vorstehend beschriebenen Architektur. Die heimatkundlichen Gründe liegen darin, dass das Haus für die Besiedlung zu einem bestimmten Zeitraum zeugt. Es ist Absicht der Stadt Meerbusch, typische Bauwerke aus der Vergangenheit, die dem Bewohner, Benutzer aber auch dem Wanderer und dem vorbeigehenden Bürger Nachweis der Besiedlung in ihren „Jahresringen“ sein können, zu erhalten. | um 1930                                                                                                  | 11.09.1984                | 87              |
| Wohnhaus                                            | Wohnhaus                                            | Büderich Johannes-Kirschbaum-Straße 6 Karte                                                                        | Das Haus Johannes-Kirschbaum-Straße 6 ist um 1930 als Einfamilienhaus mit Garten errichtet. Es ist in Backstein ausgeführt, teilweise verputzt. Es fügt sich in eine Reihe weiterer Wohnhäuser ähnlichen Charakters ein. An der Erhaltung dieses Hauses besteht ein öffentliches Interesse. Das Haus ist Zeugnis für die Besiedlung der früheren Gemeinde Büderich und für einen damals zeitgemäßen architektonischen Stil, schließlich für die damals übliche bürgerliche Wohnform. Soweit ist das Haus, wie auch die Häuser seiner Umgebung, bedeutend für die Geschichte des Menschen und die Besiedlung der früheren Gemeinde Büderich. Es liegen volkskundliche, insbesondere heimatkundliche und städtebauliche Gründe für die Erhaltung und Nutzung vor. Die städtebaulichen Gründe ergeben sich aus der vorstehend beschriebenen Architektur. Die heimatkundlichen Gründe liegen darin, dass das Haus für die Besiedlung für einen bestimmten Zeitraum zeugt. Es ist die Absicht der Stadt Meerbusch, typische Bauwerke aus der Vergangenheit, die den Bewohnern, Benutzern, aber auch dem Wanderer und dem vorbeigehenden Bürger Nachweis der Besiedlung in ihren „Jahresringen“ sein können, zu erhalten. | um 1930                                                                                                  | 11.09.1984                | 88              |
| Altes Zollhaus                                      | Altes Zollhaus                                      | Büderich Moerser Straße 72 Karte                                                                                   | Ehemaliges Zollhaus aus dem Anfang des 19. Jahrhunderts. Das Backsteingebäude ist 2-geschossig in 4 Achsen mit Sandsteingewänden im Erdgeschoss. Das Gebäude ist bedeutend für die Geschichte der Menschen im Gebiet der heutigen Stadt Meerbusch, da es ein Erzeugnis des früheren Zollwesens darstellt. Zudem bildet das Zollhaus mit den gegenüberliegenden und umgebenden Gebäude einen alten Siedlungskern im Brühl. Für die Erhaltung und Nutzung des Gebäudes liegen daher volkskundliche und städtebauliche Gründe vor. Die Unterschutzstellung beschränkt sich auf die äußere Gestalt und technische Konstruktion des Hauses. Eine Anpassung im Inneren an moderne Wohn- und Wirtschaftsformen ist möglich. | Anfang 19. Jh.                                                                                           | 10.12.1981                | 4               |
| Altes Gasthaus Peters                               | Altes Gasthaus Peters                               | Büderich Moerser Straße 81 Karte                                                                                   | Eintrag: Erbaut: Mitte 19. Jahrhundert 2-geschossiger Backsteinbau in 5 Achsen mit rechts einem eingeschossigen dreiachsigen Anbau mit Krüppelwalmdach aus der Mitte des 19. Jahrhunderts. Nutzung des Objekts: Gaststätte. Die Gaststätte, die bis etwa 1970 auch einen Saal betrieb, steht im Zusammenhang mit der früheren Zollstätte und bildet einen Kristallisationspunkt in Brühl. Sie ist bedeutend für die Geschichte Büderichs und seiner Besiedlung, außerdem ist sie ein Zeugnis der Entwicklung des Gaststättenbetriebes. Aus heimatkundlichen Gründen ist die Gaststätte erhaltenswert. Auch städtebauliche Gründe sprechen hierfür, wegen der Ensemblebildung mit dem gegenüberliegenden Zollhaus und der Hofanlage. | Mitte des 19. Jahrhunderts (nach Teileinsturz im Jahre 1993 nur noch straßenseitige Fassade Denkmalwert) | 11.09.1984                | 90              |
| weitere Bilder                                      | Wallfahrtskapelle „Maria in der Not“                | Büderich Niederdonker Straße 99 Karte                                                                              | Einschiffige Pseudo-Basilika mit polygonalem kreuzrippengewölbtem Corpus von 1835 (verputzt, Dachreiter, Walmdach). Moderne Ausstattung mit alten Triptychon von 1538. Im Kirchenbereich befindet sich ein Hochkreuz aus dem 17. Jahrhundert (Trachyt, Steinkreuz und Steincorpus). Die Kapelle ist bedeutend für die Geschichte des Menschen im Gebiet der heutigen Stadt Meerbusch, da sie ein Zeugnis des religiösen Lebens gibt. Sie dokumentiert die Architektur aus dem 17. Jahrhundert mit Veränderungen im 19. Und 20. Jahrhundert. Für die Erhaltung und Nutzung des Gebäudes liegen daher volkskundliche und künstlerische Gründe vor. Die Unterschutzstellung erstreckt sich auf den unveränderten Erhalt des Gebäudes. Eine Anpassung an moderne liturgische Nutzungen ist möglich. | 1538, 1839                                                                                               | 10.12.1981                | 1               |
| Wohnhaus                                            | Wohnhaus                                            | Büderich Niederlöricker Straße 12 Karte                                                                            | Verputztes Backwerkhaus mit Treppengiebel aus dem Jahre 1928, in den 1970er Jahren stark verändert. Das Haus ist Ausdruck einer verstädterten Besiedlung abseits der Großstadt in Anlehnung an ein Dorf. Es zeugt daher von einer Wohnform, die sich nach dem Ersten Weltkrieg entwickelt hat. Das Haus ist in seinem äußeren Erscheinungsbild noch zum großen Teil Ausdruck des in den zwanziger Jahren bevorzugten Baustils. Dabei kommt es nicht darauf an, dass das Gebäude inzwischen mehrfach verändert wurde. Der äußere Gesamteindruck zeugt noch von der ursprünglichen Architektur. Für die Erhaltung und Nutzung des Gebäudes liegen volkskundliche, insbesondere heimatkundliche Gründe vor. Das Haus ist ein Dokument der Besiedlung der früheren Gemeinde Büderich und ihrer Erweiterung nach Osten zum Rhein hin. Für die Erhaltung sprechen auch städtebauliche Gründe. Das Haus beherrscht in seiner markanten aufgewogenen Formen die Niederlöricker Straße. Es ist Teil einer erhaltenswerten großzügigen Besiedlung entlang der Niederlöricker Straße. | 1928 | 11.09.1984                | 98              |
| Wohnhaus                                            | Wohnhaus                                            | Büderich Niederlöricker Straße 18 Karte                                                                            | Zweigeschossiges Wohnhaus mit Mansarddach (1910). Das Gebäude zeugt von einem großzügigen, städtischen Ansprüchen genügenden Wohnbau in Großstadtnähe, aber auch auf dem Lande in einer großen Gartenfläche. Insoweit ist das Haus Zeugnis einer bestimmten Wohnform der Zeit nach dem Ersten Weltkrieg; es zeugt auch für die Entwicklung der Besiedlung der früheren Gemeinde Büderich. Für die Erhaltung und Nutzung des Gebäudes liegen volkskundliche, insbesondere heimatkundliche Gründe vor, denn der Bewohner, die Besucher und die Vorübergehende können an dem Gebäude zuvor ausskizzierte Entwicklung erkennen. Dem Haus kommt insoweit dokumentarischer Charakter zu. Ferner sind städtebauliche Gründe für die Erhaltung gegeben, da das Haus den großzügig bebauten Siedlungsbereich an der Niederlöricker Straße prägt. Es ist Bestreben der Stadt Meerbusch, diese Großzügigkeit zu erhalten. | 1910 | 11.09.1984                | 99              |
| Wohnhaus                                            | Wohnhaus                                            | Büderich Niederlöricker Straße 20 Karte                                                                            | 2-geschossiges Backsteinhaus mit geschweiften Seitenteilen. Das Gebäude zeugt von einem großzügigen, städtischen Ansprüchen genügenden Wohnbau in Großstadtnähe, aber auch auf dem Lande in einer großen Gartenfläche. Insoweit ist das Haus Zeugnis einer bestimmten Wohnform der Zeit nach dem Ersten Weltkrieg; es zeugt auch für die Entwicklung der Besiedlung der früheren Gemeinde Büderich. Für die Erhaltung und Nutzung des Gebäudes liegen volkskundliche, insbesondere heimatkundliche Gründe vor, denn der Bewohner, die Besucher und die Vorübergehenden können aus dem Gebäude zuvor ausskizzierte Entwicklung erkennen. Dem Haus kommt insoweit dokumentarischer Charakter zu. Ferner sind städtebauliche Gründe für die Erhaltung gegeben, da das Haus den großzugig bebauten Siedlungsbereich an der Niederlöricker Straße prägt. Es ist Bestreben der Stadt Meerbusch, diese Großzügigkeit zu erhalten. | | 11.09.1984                | 100             |
| Wohnhaus                                            | Wohnhaus                                            | Büderich Niederlöricker Straße 22 Karte                                                                            | 2-geschossiges Wohnhaus errichtet 1920–1930. Das Haus dokumentiert die Entwicklung der Wohn- und Siedlungsverhältnisse im Gebiet der heutigen Stadt Meerbusch. Es ist ein Teil einer großzügigen verstädterten Wohnbebauung vor den Toren der Großstadt in Anlehnung an eine Landgemeinde. Das Gebäude bestimmt – wie auch die Gebäude seiner Umgebung – den Charakter einer großzügigen Wohnsiedlung entlang der Niederlöricker Straße und zeigt zugleich einen bürgerlichen Wohnstil aus der Zeit nach dem Ersten Weltkrieg. | 1920 bis 1930                                                                                            | 11.09.1985                | 102             |
| Wohnhaus                                            | Wohnhaus                                            | Büderich Niederlöricker Straße 26 Karte                                                                            | Eingeschossiges Schieferhaus mit neubarocken Schmuckformen, Fassade zweigeschossig mit geschweiftem Mittelgiebel und Pilastergliederung sowie hohem Mansard-Walmdach, errichtet ca. 1920 bis 1930. Das Haus ist bedeutend für die Geschichte des Menschen und die Entwicklung der Wohn- und Siedlungsverhältnisse im Gebiet der heutigen Stadt Meerbusch. Es ist ein Teil einer großzügigen verstädterten Wohnbebauung vor den Toren der Großstadt in Anlehnung an eine Landgemeinde. Es dokumentiert einen bürgerlichen Wohnstil aus der Zeit nach dem Ersten Weltkrieg. Für die Erhaltung und Nutzung des Gebäudes liegen volkskundliche, insbesondere heimatkundliche Gründe vor. Bewohner, Besucher und Vorübergehende können die Entwicklung der Gemeinde Büderich und die zuvor skizzierte Wohnform an dem Gebäude erkennen. Dem Wohnhaus kommt daher dokumentarischer Charakter zu. Für die Erhaltung des Gebäudes liegen auch städtebauliche Gründe vor, da das Gebäude den Charakter einer großzügigen Wohnsiedlung entlang der Niederlöricker Straße bestimmt. | ca. 1920 bis 1930                                                                                        | 11.09.1984                | 101             |
| Landhaus Lucht                                      | Landhaus Lucht                                      | Büderich Niederlöricker Straße 33 Karte                                                                            | Das Anwesen besteht aus zwei parallel angeordneten 1-geschossigen Trakten mit dazwischen liegendem Innenhof. Das Wohnhaus ist in der Tiefe des Grundstückes errichtet, der Querriegel schottet zur Niederlöricker Straße ab. Das Wohnhaus ist ein langgestreckter, 1-geschossiger, walmdachgedeckter Putzbau mit bruchsteinverkleidetem Sockel. Die Treppen und Decken bestehen aus Eisenbeton. Erbaut 1948 durch den Architekten Emil Fahrenkamp für die Kauffrau Silky und den Kaufmann Herbert Lucht. Das Gebäude ist voll unterkellert. Die Kellerräume sind flachgedeckt und haben z. T. Terrazzoböden. Das Gebäude wird von der nördlichen Traufseite erschlossen. Der Eingang ist nach links gerückt. Einige Treppenstufen führen zur Haustüre, die von einem flachen Balkon und Giebelhaus betont wird. Im Innern steht man zunächst in der großen, mit Solnhofener Fußbodenplatten ausgestatteten Diele. In dem Eingang gegenüber ist eine Kleidernische mit verdecktem Waschbecken eingerichtet. Links führt der Flur zum tonnengewölbten Treppenaufgang ins Obergeschoss, daneben in die große, hell gekachelte Küche mit Ausgang zum Garten. Von der Diele aus nach rechts geht es in den ca. 35 m² großen Wohnraum, der direkten Zugang über eine steingeplattete Terrasse zum Garten hat. Zwischen diesem und dem anschließenden etwas größeren Wohnraum vermittelt eine fast die ganze Hausbreite einnehmende Klapptüre. Sie besteht aus Eiche und geschliffenem Glas und ist nach zwei Seiten wegzuklappen. Ihre Breite und des dunklen Holzes wegen setzt sie in diesem Wohnbereich einen nicht zu übersehenden Akzent. Der hintere Raum ist auch direkt mit einem schmalen, an der Traufseite des Hauses liegenden Flur mit der Diele bzw. dem Haupteingang verbunden. Der rückwärtige Verbindungsgang zwischen Wohnraum und Küche und die Dielenvergrößerung wurde durch den Wegfall des Bades an dieser Stelle ermöglicht. Eine schmale Betontreppe mit Messinghandlauf führt ins ausgebaute Dachgeschoss. Hier befindet sich links von der Treppe ein Mädchenzimmer, rechts ein Wohnraum mit vorgelagertem Balkon, anschließend das große Schlaf- und Badezimmer mit originaler Sanitärausstattung. Ein schmaler traufseitiger Flur führt am Ende zum Speicher. Auffallend ist das relativ geringe Fenstervolumen des ganzen Hauses und damit einhergehend eine eher verhaltene Belichtung. Der Querriegel an der Straße ist wie das Haupthaus 1-geschossig und walmdachgedeckt. Es wurden dieselben Materialien verwendet wie beim Haupthaus. Links und rechts eines auf den Haupteingang des Wohnhauses zuführenden Durchganges erschließen sich die Räume. Rechts liegt das Büro mit kleinen Nebenräumen, links zwei Mädchenzimmer mit Ausgang zum Innenhof, eine Toilette und als Begrenzung, etwas in den Innenhof vorkragend, die Garage. Vom Durchgang über den Innenhof zum Haupteingang und um das Haus herum zur Küchentüre sind Bruchsteinplatten verlegt. Diese Plattung findet sich wieder auf der rückwärtigen Terrasse mit Treppenabgang und -wangen. Haus Lucht in Meerbusch-Büderich ist bedeutend für die Geschichte des Nachkriegswohnungsbaus und erhaltenswert aus wissenschaftlichen, insbesondere architekturgeschichtlichen und ortsgeschichtlichen Gründen. Als unverzichtbarer Teil des Denkmals ist eine großzügig bemessene Gartenfläche als umgebender Freiraum anzusehen. | |                           | 89              |
| Wohnhaus                                            | Wohnhaus                                            | Büderich Niederlöricker Straße 4 Karte                                                                             | 1½-geschossiges Haus mit Sandstein/Bruchstein, Sockel und Klinkerfassade. Fassade zur Niederlöricker Straße aus den zwanziger Jahren d. Jahrhunderts, Gebäude im Wesentlichen neu erstellt 1980/81. Das Haus ist Ausdruck einer verstädterten Besiedlung. Es zeugt von einer Wohnform, die sich nach dem Ersten Weltkrieg entwickelt hat. Das Haus ist in seinem äußeren Erscheinungsbild Ausdruck des in den zwanziger Jahren bevorzugten Baustils. Für die Erhaltung des Gebäudes liegen volkskundliche, insbesondere heimatkundliche Gründe vor. Das Haus ist ein Dokument der Besiedlung der früheren Gemeinde Büderich und ihre Erweiterung nach Osten zum Rhein hin. Es ist Teil einer erhaltenswerten großzügigen Besiedlung entlang der Niederlöricker Straße. Umfang des Schutzes: Der Denkmalschutz erstreckt sich auf die Fassade zur Niederlöricker Straße hin. | 1920er Jahre                                                                                             | 11.09.1984                | 97              |
| Gasthof Mönchenwert                                 | Gasthof Mönchenwert                                 | Büderich Niederlöricker Straße 56 Karte                                                                            | 3 Achsen mit hohem 2-geschossigem Walmdach; rings umbaut von modernen eingeschossigen Trakten, alte Kellergewölbe und Köllner Decken erhalten. Entstehungsdaten 1694/1701/1922. Die heutigen Gebäude bezeugen die Besiedlung und Bewirtschaftung der früheren Insel Mönchenwerth und die Entwicklung des Gaststättengewerbes. Der Schutz erstreckt sich auf den unveränderten Erhalt der äußeren Gestalt der alten Bausubstanz, Anpassung an moderne Wohn- und Wirtschaftsverhältnisse ist möglich. | 1694 / 1701 / 1922                                                                                       | 13.05.1982                | 46              |
| Fachwerkscheune Mönchenwerth                        | Fachwerkscheune Mönchenwerth                        | Büderich Niederlöricker Straße 56 Karte                                                                            | zum Wohnhaus umgebauter Bestandteil der Gesamtanlage Mönchenwerth | |                           | 47              |
| Wohnhaus                                            | Wohnhaus                                            | Büderich Niederlöricker Straße 28 Karte                                                                            | 2-geschossiges Wohnhaus (Doppelhaus mit dem Haus Grabenstraße 1) errichtet 1928. Das Haus ist bedeutend für die Geschichte des Menschen und die Entwicklung der Wohn- und Siedlungsverhältnisse im Gebiet der heutigen Stadt Meerbusch. Das Haus ist ein Teil einer großzügigen verstädterten Wohnbebauung vor den Toren der Großstadt in Anlehnung an eine Landgemeinde. Es dokumentiert den bürgerlichen Wohnstil aus der Zeit nach dem Ersten Weltkrieg. Für die Erhaltung und Nutzung des Gebäudes liegen volkskundliche, insbesondere heimatkundliche Gründe vor. Bewohner, Besucher und Vorübergehende können die Entwicklung der Gemeinde Büderich und die zuvor skizzierte Wohnform an dem Gebäude erkennen. Dem Wohnhaus kommt daher auch dokumentarischer Charakter zu. Für die Erhaltung des Gebäudes liegen auch städtebauliche Gründe vor. Das Gebäude bestimmt – wie auch die Gebäude seiner Umgebung – den Charakter einer großzügigen Wohnsiedlung entlang der Niederlöricker Straße. | 1928 | 11.10.1984                | 84              |
| Ehemaliges Klärwerk Lörick                          | Ehemaliges Klärwerk Lörick                          | Büderich Niederlöricker Straße 90 Karte                                                                            | großflächige Anlage als Technikdenkmal der kommunale Stadttechnik, Status: Vorläufige Unterschutzstellung | |                           | 83              |
| Haus Schackum                                       | Haus Schackum                                       | Büderich Schackumer Straße 39 Karte                                                                                | Eintrag: Erbaut: Ende 19. Jahrhundert Ehemalige Wasserburg, heute 4-flügelige Backsteinhofanlage (offene) aus dem Ende des 19. Jahrhunderts, Wohnhaus 2-geschossig in 4 Achsen, rauverputzt, Fassaden stark verändert, Hofgebäude Backstein mit Treppengiebeln. Die unter dem Namen „Haus Schackum“ bekannte Hofanlage ist bedeutend für die Geschichte und zwar dokumentiert diese Hofesfeste, dass die Menschen früherer Tage sich mit Hilfe von befestigten Höfen gegen militärische Angriffe schützen wollen. Die Hofanlage spiegelt dadurch die Geschichte der Menschen und dieses Raumes mit seinen vielen kriegerischen Gefährdungen wider. Darüber hinaus ist der Hof Zeugnis für eine bestimmte Wirtschaftsform und insofern bedeutend für die Entwicklung der Arbeits- und Produktionsverhältnisse im Raum der Stadt Meerbusch. Schließlich beweist diese Hofanlage die landwirtschaftliche Vergangenheit in der Besiedlung der heutigen Stadt Meerbusch. | Ende 19. Jh.                                                                                             | 11.09.1984                | 93              |
| Stationskreuz                                       | Stationskreuz                                       | Büderich Siebenschmerzenweg Karte                                                                                  | Metallkreuz auf Sandsteinsockel mit Inschrift | 1878 |                           | 49              |
| Wohnhaus/MAN-Stahlhaus                              | Wohnhaus/MAN-Stahlhaus                              | Büderich Hildegundisallee 41 (Gartenstadt Meererbusch) Karte                                                       | Fertighaus des Herstellers Maschinenfabrik Augsburg-Nürnberg (MAN) zwischen 1950 und 1952 errichtet. Eingeschossiges Wohnhaus, ab O.K. Kellerdecke aus gewellten Tiefziehblechen. L-förmiger Grundriss mit seitlichem Anbau unter Walmdach. Haupthaus mit steilem Satteldach, Dachgeschoss ausgebaut, Pfannendeckung. Das Haus in gutem Erhaltungszustand ist ein Dokument serieller kostensparender Bauweise nach dem Zweiten Weltkrieg. | 1950 | 12.12.1995                | 140             |
| Wohnhaus (Haus Eichenhof)                           | Wohnhaus (Haus Eichenhof)                           | Büderich Rotdornstraße 2 (Gartenstadt Meererbusch) Karte                                                           | zweigeschossiges Landhaus mit hohem Walmdach, entworfen von den Architekten Fritz August Breuhaus und Carl Mauve | 1910 |                           | 92              |
| weitere Bilder                                      | Dyckhof                                             | Büderich Am Dyckhof 1–3 Karte                                                                                      | ehemalige Wasserburg | 1666 |                           | 9               |
| Viehhof                                             | Viehhof                                             | Büderich Am Breil 45 Karte                                                                                         | 3-achsiges Backsteinwohnhaus mit hohem Walmdach auf quadratischem Grundriss, zugehörige Wirtschaftsgebäude. Der Viehhof ist mit der Klostergründung des Hauses Meer entstanden. Die heutigen Gebäude sind zwar aus späterer Zeit, bezeugen aber die Landwirtschaft, die früher zum Kloster Meer gehörte. Sie sind damit indirekt Zeugen der früheren Grundherrschaft. | | 10.12.1981                | 7               |
| Wegekreuz                                           | Wegekreuz                                           | Büderich Lötterfelder Straße 11 Karte                                                                              | Sandsteinsockel mit Inschrift und Datierung 1877, Metallkreuz mit Korpus; das Kreuz zum größten Teil zerstört. Erhaltenswert gegen die Dokumentation des religiösen Lebens. | 1877 |                           | 10              |
| Gebäude auf dem Gelände der ehemaligen Böhlerstraße | Gebäude auf dem Gelände der ehemaligen Böhlerstraße | Büderich Werksgelände der ehemaligen Böhler AG, ehemals Böhlerstraße, Büderich, heute Hansaallee, Düsseldorf Karte | Gebr. Böhler-Edelstahlwerke | |                           | 82              |
| Altes Kesselhaus                                    | Altes Kesselhaus                                    | Büderich Werksgelände der ehemaligen Böhler AG Karte                                                               | ehemalige Kraftzentrale mit Lehrwerkstatt und Kompressorenhaus und Schornstein | |                           | 82.1            |
| Wasserversorgung mit Wasserturm                     | Wasserversorgung mit Wasserturm                     | Büderich Werksgelände der ehemaligen Böhler AG Karte                                                               | markantes Wahrzeichen mit Uhr am achteckigen oberen Turmteil | |                           | 82.2            |
| Pförtnerhaus II                                     | Pförtnerhaus II                                     | Büderich Werksgelände der ehemaligen Böhler AG, am süd-westlichen Werkszugang Karte                                | Pförtnerhaus II am süd-westlichen Werkszugang | |                           | 82.3            |
| Ehemalige Finanzdirektion                           | Ehemalige Finanzdirektion                           | Büderich Werksgelände der ehemaligen Böhler AG Karte                                                               | Stahlbetonbau mit Backsteinverkleidung und Brüstungsplatten in hellgrauem Kunststein, direkt angebaut an den Luftschutzbunker | |                           | 82.4            |
| Luftschutzbunker                                    | Luftschutzbunker                                    | Büderich Werksgelände der ehemaligen Böhler AG Karte                                                               | sog. Typ Winkel, eisenarme Bauweise, charakteristische konusförmige Gestalt, Status: Vorläufige Unterschutzstellung | 1938 |                           | 82.5            |
| weitere Bilder                                      | Haus Meer (Wirtschaftshof)                          | Büderich Haus Meer Karte                                                                                           | 3-flügelige Backsteinhofanlage, Wohnhaus 2-geschossig in 7 Achsen, backsteingeschlämmt, Torhaus geschossig mit Sandsteinquaderung und Dreiecksgiebel mit Jahreszahl 1735. Zugehörig zur früheren Prämonstratenserinnen-Abtei. Der Hof bezeugt in seiner heutigen Form nicht nur großzügige landwirtschaftliche Produktionsverhältnisse, sondern auch die Zugehörigkeit der landwirtschaftlichen Produktion zum früheren Kloster Meer. Er bezeugt damit indirekt die Grundherrschaft des Mittelalters. Die gesamte Hofanlage ist wegen ihrer geschlossenen Gestaltung erhaltenswert, besonders auch der Torbau. | 1735 | 10.12.1981                | 6               |
| weitere Bilder                                      | Remise Haus Meer                                    | Büderich Karte | Außenmauerwerk einschließlich Fundamente und Teilunterkellerungen des nördlich an den ehemaligen klösterlichen Wirtschaftstor anschließenden Ostflügels mit ca. 80 m Länge und ca. 8 m Gebäudebreite. Zweigeschossiger Putzbau mit markantem barockem Torhaus mit Ost-West-Durchgang zur ehemaligen Kornmühle. Vor die Gebäudeflucht vortretende Lisenen mit Basen- und Kämpferzone. Westfassade in unregelmäßiger Folge im Erdgeschoss durch Korbbögen, Türeingänge und Fenster gegliedert. Das Obergeschoss ist gegliedert durch Fensteröffnungen mit 9 Achsen südlich des Torhauses und 16 Achsen nördlich des Torhauses. Das Gebäude ist auf der Grundstücksgrenze nach Süden zu Flurstück 112 durch eine Brandwand späterer Zeit (20. Jahrhundert) geschlossen. Der nördliche Gebäudeabschluss bzw. Anschluss an den Hauptflügel des ehemaligen Schlosses ist nicht mehr vorhanden. Mangels bekannter Baudaten oder Bauplänen lässt sich die Bausubstanz, auch wegen erkennbarer Änderungen zu unterschiedlichen Zeiten, nicht eindeutig datieren. Eine mögliche Datierung ist das 17. Jahrhundert ist durch Stilvergleiche des Torhauses mit z. B. dem alten Zollhaus in Düsseldorf-Kaiserswerth (1635) und Literaturauswertung möglich. „Die nach dem 30jährigen Krieg aufgenommene Bautätigkeit dauerte von 1650 bis 1664“ (Karl Tücking, das Prämonstratenserinnenkloster Meer in: Beiträge zur Geschichte des Kreises Neuss-Grevenbroich, 3. Jahrgang 1901, Reprint 1992, S. 50). Das Baudenkmal ist bedeutend, wegen der überörtlichen Bedeutung von Kloster Meer, für die Geschichte der Prämonstratenserabteien, für die Wirtschafts- und Adelsgeschichte der Region und auch die Bedeutung der Krefelder Industriellen- und Kaufmannsfamilie von der Leyen. Das Baudenkmal ist erhaltenswert aus wissenschaftlichen, besonders orts- und religionsgeschichtlichen Gründen. | erste Bauphase Mitte 17. Jahrhundert, teilweise Gewölbekeller aus früherer Zeit                          | 28.03.2001                | 142             |
| weitere Bilder                                      | Teehäuschen Haus Meer                               | Büderich Karte | Neugotischer Gartenpavillon aus der Mitte des 19. Jahrhunderts. Bekrönung durch polygonale Laterne. Das Teehäuschen ist Bestandteil der früheren Schlossanlage Haus Meer. Es bezeugt als Rest diese herrliche Anlage. Die ausgewogene neugotische Form, verbunden mit der Ecklage zur Gesamtanlage des Parks und die Lage zur Landschaft sprechen für eine Erhaltung. Der Schutz erstreckt sich auf den unveränderten Erhalt. | Mitte des 19. Jahrhunderts                                                                               | 10.12.1981                | 8               |
| weitere Bilder                                      | Gesamtdenkmal Haus Meer                             | Büderich Karte | Teile des Denkmals sind: 1. Wirtschaftshof (Denkmal Nr. 6) 2. Remise (Denkmal Nr. 142) 3. Gartenpavillon (Denkmal Nr. 8) 4. Eiskeller (145.1) 5. Immunitätsmauer (145.2) 6. Fundamentreste, Gewölbekeller (145.3) 7. Parkanlage von Josef Clemens Weyhe (145.4) 8. Korn und Ölmühle (145.5) 9. Grabkreuz (145.6) Geschichte Das Prämonstratenserinnenkloster Meer wurde 1166 von Hildegunde, Gräfin von Meer, gegründet. Die Klosteranlage entstand westlich des Rheins auf dem Prallhang einer alten Rheinschleife. Die Tranchot-Karte Nr. 44, Düsseldorf von 1805/06 zeigt den Umfang des seit dem Mittelalter bestehenden Klosterareals. Zahlreiche weibliche Angehörige des niederrheinischen Adels lebten in Haus Meer und fanden hier ihre standesgemäße Versorgung. Trotz verschiedener Brände und den daraus resultierenden Anstrengungen des Wiederaufbaus war das Kloster bei seiner Auflösung Anfang des 19. Jahrhunderts nicht in finanzieller Not. Nach der Säkularisation 1799–1803 ging die Anlage 1804 in den Besitz der Krefelder Seidenfabrikantenfamilie von der Leyen-Bloemersheim über, die aus wirtschaftlichen Gründen 1807 die Kirche, einen Teil des Kreuzganges und die Klausurgebäude niederlegen ließ. 1864/1868 ließ Freiherr Friedrich Johann von der Leyen einen Teil des ehemaligen Klostergebäude, das Gästehaus, zu einem schlossartigen Anwesen ausbauen und gab dem Gartenarchitekten Josef Clemens Weyhe (1807–1871), dem Sohn des königlichen Gartendirektors in Düsseldorf, Maximilian Friedrich Weyhe (1775–1846) den Auftrag, eine Parkanlage nach englischem Vorbild zu gestalten. 1874 legten die von der Leyens den westlichen Teil der Kreuzganggebäude und den südlichen Gartenflügel nieder. Nach Kriegszerstörung von 22. Auf den 23. August 1943, Sprengung und Abbruch im Juni 1959 sind nur mehr Reste der einst bedeutenden historischen Anlage erhalten. Bis in die 1960er Jahre war das Remisegebäude bewohnt; danach war es dem Verfall preisgegeben. | um 1865 geplant und geschaffen                                                                           | 28.01.2004                | 145             |
| weitere Bilder                                      | Eiskeller Haus Meer                                 | Büderich Karte | Über einem im Backstein gemauerten klösterlichen Eiskeller wurde zur Zeit der Neugestaltung des Parks zu einem englischen Landschaftsgarten in den 1860er Jahren im Sinne eines „Point de vue“ ein Hügel aufgeschüttet. Dieser wurde mit Backstein und groben Quarzitstein bekleidet und um 1900 mit Terrasse, Pergola und Treppenaufgang versehen. | | 28.01.2004                | 145.1           |
| weitere Bilder                                      | Immunitätsmauer Haus Meer                           | Büderich Karte | Die Immunitätsmauer umfasste nach prämonstratensischer Tradition den Klösterlichen Bezirk mit Kirche, Klausurgebäude, Wirtschaftshof, Nutz- und Ziergärten, Obstwiese, Fischteiche und trennte diesen von der Außenwelt. Das klösterliche Areal und spätere herrschaftliche Anwesen des 19. Jahrhunderts lässt sich in seiner Ausdehnung vor allem durch die Immunitätsmauer, den Wirtschaftshof und die langgestreckte Remise anschaulich vermitteln. Die Klostermauer wurde aus Feldbrandziegeln und Natursteinblöcken errichtet. Ihre Höhe variiert, entsprechend dem Gebäudeverlauf. Immer wieder verstärken Lisenen das Mauerwerk. Mit wenigen Unterbrechungen durch Einfahrten, Tore, Ausbesserungen ist die Mauer nahezu vollständig erhalten. Im 19. Jahrhundert wurde sie nach Osten geringfügig verändert. Der Erhalt der Mauer eröffnet Forschung und Wissenschaft die Möglichkeit, sich mit Form, Ausdehnung und Status eines seit dem Mittelalter bestehenden klösterlichen Bezirkes zu befassen. | | 28.01.2004                | 145.2           |
| weitere Bilder                                      | Fundamente und Gewölbekeller Haus Meer              | Büderich Karte | Die Reste von Haus Meer sind darüber hinaus erhaltenswert aus sozial- und wirtschaftlichen Gründen, da die einzelnen Gebäude und Gebäudereste zusammen mit der sie umgebenden Klostermauer, eine der wenigen vollständig fast vollständig erhaltenen historischen Immunitätsmauern, anschaulich die weltabgeschiedene Lebensform einer Klostergemeinschaft zeigen. | | 28.01.2004                | 145.3           |
| weitere Bilder                                      | Parkanlage Haus Meer                                | Büderich Karte | Der Park von Haus Meer ist das bedeutende Gartenkunstwerk des Gartenarchitekten Joseph Clemens Weyhe, der seinen Entwurfsplan im Jahre 1865 anfertigte. Joseph Clemens Weyhe entstammte einer alten rheinischen und weitverzweigten Gärtnerdynastie. Sein Vater war der über dem Rheinland hinaus berühmte preußische Gartendirektor, Maximilian Friedrich Weyhe, ehemals königlicher Gartendirektor zu Düsseldorf, dessen Cousin der international bekannte Gartenarchitekt Peter Joseph Lenné, Generalgartendirektor von Preußen war. Um die Mitte des 19. Jahrhunderts und weit bis ins 20. Jahrhundert bevorzugte im Rheinland der wohlhabende Landadel und das gehobene Bürgertum in ihren Gartengestaltungen diesen ausgeprägten Parkstil. Relevante Elemente des Garten-Denkmals sind: 1. Vorhandenes Wegesystem 2. Botanisch wertvoller Altbaumbestand 3. Rudimentäres Gewässersystem 4. Erhaltene Sichtachsen 5. Gartenarchitektonische Kleinbauwerke 6. Wiesen- sowie Parkrasenflächen Der Landschaftspark „Haus Meer“ ist bedeutend für die Geschichte des Menschen, insbesondere im Zusammenhang mit der historischen Entwicklung und Siedlungsgeschichte eines mittelalterlichen Klosters und seiner profanen Nutzung im 19. Jahrhundert. Für seine zukünftige Erhaltung und Nutzung liegen Gartenarchitekturgeschichtliche Gründe vor. Diese Parkanlage ist ein gut erhaltenes Zeugnis für die gartenkünstlerische Gestaltung des relativ frühen Landschaftsgartens im Rheinland. Des Weiteren dokumentiert die Gesamtanlage in anschaulicher Weise eine Entwicklungsphase der rheinischen Gartenkunst und ist aus Sicht der Gartendenkmal- und Kulturlandschaftspflege als sehr erhaltens- und schützenswert einzustufen. | | 28.01.2004                | 145.4           |
| weitere Bilder                                      | Korn- und Ölmühle Haus Meer                         | Büderich Karte | Über die Beschaffenheit dieser beiden Meerer Mühlen erfährt man erstmals Näheres aus der Literatur anhand eines Dokumentes 1828: Der Mühlenbesitzer hatte nämlich ein Formblatt für die Steuerbehörde Auszufüllen, und zwar mit dem Titel: „Aufnahme und Beschreibung der Mühle nach Angabe des Mühlenbesitzers“. In dem Formblatt wird der Wasserradbetrieb als Meerer Mühle bezeichnet. Wörtlich: „Die Mühle hat 2 Räder, wovon das eine, oberhalb gelegene, unterschlägig und das andere, unterhalb gelegene, oberschlägig ist. Die Räder liegen 150 Schritte voneinander entfernt und bilden eigentlich 2 Mühlen.“ Ergänzt werden die Angaben wie folgt: „Kornmühle (Mehlmühle) 2 Mahlgänge, davon je 1 Mahlgang für Roggen und für Weizen. Betrieb als Wechselbetrieb, d. h. gleichzeitig beider Betriebe nicht möglich.“ Ölmühle 1 Ölpresse und 1 Graupengang. Gleichzeitiger Betrieb möglich, Voraussetzung: Genügende Wassermenge im Mühlenbach, die aber zu der Zeit nicht immer vorhanden war. Stilllegung der Ölmühle in 1865 Bezogen auf das Jahr 1857 und 1865 werden die beiden Meerer Wassermühlen (Korn- und Ölmühle) erneut erwähnt mit den Hinweis auf unveränderte Bau – und Betriebsweise. Jedoch erfolgte die Stilllegung der Ölmühle im Jahre 1865: Sehr wahrscheinlich wegen verhältnismäßig geringer Wasserführung des Mühlenbaches zu dieser Zeit, denn das unterschlägig (unterschlächtig) betriebene Mühlrad benötigt/e eine größere Wassermenge als der oberschlägige (oberschlächtige) Betrieb der Kornmühle. Hierzu kam noch die Ausführung eines modernen Gartenplans, nach dem der Mühlenbach dort überbaut und die Ölmühle abgebrochen wurde. Betriebseinstellung der Kornmühle in 1902 Im Jahre 1902 stellte auch die Meerer Kornmühle nach 719 Jahren ihren Mahlbetrieb ein. Eine Zeitspanne, die wohl historisch zu werten ist. Ein Grund für die Schließung der Mühle war, dass deren Betrieb zu der Zeit wirtschaftlichen Ansprüchen nicht mehr genügte. Danach blieb sie bautechnisch zunächst noch bestehen, wurde aber nicht mehr in Betrieb gesetzt. | | 28.01.2004                | 145.5           |
| weitere Bilder                                      | Grabkreuz Haus Meer                                 | Büderich Karte | ANNO 1732 DEN 26 MAY STARB DER EHRSAME PAULY HANNECKER VON ALTENKIRCH.. SCHMIT HIESIGEN CLOSTERS R I P. (Das Kreuz wurde bei Rodungsarbeiten auf dem Gelände gefunden). | 1732 | 28.01.2004                | 145.6           |
| Groß-Isselhof                                       | Groß-Isselhof                                       | Ilverich Isseldyk 1 Karte                                                                                          | Geschlossene 4-flügelige Backsteinhofanlage, Wohnhaus 2-geschossig in 5 Achsen. Anlage aus der zweiten Hälfte des 19. Jahrhunderts, Scheunentrakte teilweise verändert. Der Hof dokumentiert eine großzügige landwirtschaftliche Produktionsstätte und damit eine großräumige Bewirtschaftung der Flächen, die um ihn herum in der Issel liegen, aber auch für die Besiedlung der Issel, d. h. einer inselartig zwischen früheren Rheinarmen liegende Fläche. Die Backsteinhofanlage markiert in ihrer Gestaltung eine typische Bauweise von niederrheinischen Bauernhöfen im vorigen Jahrhundert. | 2. Hälfte 19. Jh.                                                                                        | 10.12.1981                | 37              |
| Alte Schule                                         | Alte Schule                                         | Ilverich Obere Straße 47 Karte                                                                                     | Eingeschossiger verputzter Backsteinbau mit Krüppelwalmdach und kleinem Glockenstuhl, erbaut 1829. Am früheren Klassenraum nach Süden verglaste Pausenhalle vorgebaut; rückwärts weitere Anbauten. Die frühere Schule bezeugt die Geschichte des Schulwesens in Ilvenich, zugleich auch in den preußisch gewordenen Rheinlanden, im vorigen Jahrhundert. Sie bezeugt auch die Entwicklung des Ortes Ilvenich sowie die Durchsetzung des klassizistischen Baustils durch geniale Beamte der Aufsichtsbehörde (von Vagedes). Der Schutz erstreckt sich auf den Erhalt des äußeren Erscheinungsbildes des Gebäudes von 1829, aber auch der erst in diesem Jahr angebaute Pausenhalle. Fensteröffnungen und Türöffnungen müssen unverändert bleiben. Veränderungen können entsprechend der jeweiligen Nutzung zugelassen werden. Jedoch muss stets die Nutzung als früheres Schulgebäude ablesbar bleiben. | 1829 | 10.12.1981                | 36              |
| Hof Ridders-Wolf                                    | Hof Ridders-Wolf                                    | Ilverich Obere Straße 56 Karte                                                                                     | 4-flügelige Backsteinhofanlage, das Wohnhaus 2-geschossig in 9 Achsen, die mittleren 3 Achsen durch Dreieckgiebel und Quaderlisenen betont, verputzt, die Front Backstein, teilweise geschlämmt, Krüppelwalmdach; Wohnung und 2 Scheunentrakte von 1818, die anderen Scheunentrakte von 1974. Der Hof bezeugt die landwirtschaftliche Besiedlung und Bewirtschaftung Ilvenichs sowie eine bestimmte Größe und Art landwirtschaftlicher Nutzung. Der Hof zählt zu den ältesten Höfen von Ilvenich. Durch seine Gestaltung in typischer niederrheinischer Hofarchitektur und die besondere Hervorhebung des Wohnhauses sind künstlerische Gründe für die Erhaltung gegeben. Umfang des Schutzes: Das Wohnhaus ist in seinem Äußeren und in den wesentlichen Raumfolgen im Inneren zu erhalten, die Scheunentrakte sind in ihrem äußeren Erscheinungsbild zu erhalten, sie können modernen Wirtschaften angepasst werden. | Wohnhaus und zwei Scheunentrakte von 1818                                                                | 10.12.1981                | 35              |
| Kriegerdenkmal                                      | Kriegerdenkmal                                      | Ilverich Parkplatz neben der Alten Schule, Obere Straße Karte                                                      | Kriegerdenkmal Ilverich von 1922 | 1922 |                           | 155             |
| Kapelle St. Martin                                  | Kapelle St. Martin                                  | Langst-Kierst (Kierst) Schützenstraße 1 Karte                                                                      | Eintrag: Einschiffiger Saalbau mit polygonalen Chorschluss und quadratischem, 5-geschossigem, im Norden vorgesetztem Turm; Portal-Vorhalle mit neuromanischer Ornamentik; rauverputzt mit neuromanischen Rundbogenfriesen. Zeuge neuromanischen Kirchenbaues in einem kleinen Dorf auf dem Lande, künstlerisch erhaltenswert, von Bedeutung für das religiöse Leben und seine geschichtliche Entwicklung, für die Christianisierung und Besiedlung Langst/Kierst. Umfang des Schutzes: Unveränderter Erhalt im Äußeren und Inneren; Anpassung an eine moderne Nutzungsweise jedoch möglich. | | 10.12.1981                | 33              |
| Haus Kierst                                         | Haus Kierst                                         | Langst-Kierst (Kierst) Schützenstraße 6 Karte                                                                      | vierflügelige Hofanlage | 1730 |                           | 32              |
| Hilgers- oder Köhneshof                             | Hilgers- oder Köhneshof                             | Langst-Kierst (Langst) Am Rheindamm 1 Karte                                                                        | Backsteinhofanlage aus dem Jahre 1788 mit Krautsiederei und Backhaus (Pressbalken noch vorhanden; benutzt bis Herbst 1950 als landwirtschaftlicher Nebenbetrieb) Lohnbetrieb. Die Hofanlage dokumentiert die Besiedlung von Langst/Kierst mit landwirtschaftlichem Anwesen, eine bestimmte Art landwirtschaftlichen Wirtschaftens z. Zt. der Erbauung und die Verbindung des landwirtschaftlichen Nebenbetriebes (Krautsiederei). Das hochwasserfrei gelegene Wirtschaftsgebäude dokumentiert auch den Schutz, den die damaligen Bewohner gegen das Hochwasser des noch nicht eingedeichten Rheines suchten. Der Schutz erstreckt sich auf den Erhalt der Hofanlage in ihrem äußeren Erscheinungsbild, insbesondere auch des Kamins an der früheren Krautsiederei sowie des Pressbalkens und des Backofens. Anpassungen an modernes Wirtschaften sind möglich. | 1788 | 10.12.1981                | 34              |
| Haupthaus des Thelenhofes                           | Haupthaus des Thelenhofes                           | Langst-Kierst (Langst) Vor den Höfen 16 Karte                                                                      | 1768 entstandenes 2-geschossiges Wohnhaus in 5 zu 2 Achsen mit Krüppelwalmdach; Backstein; 60 cm dicke Mauern, Dachstuhl ganz aus Eichenholz, die Balken sind alle gezapft. Im Innern stark verändert und modernisiert. Das Wohnhaus des Thelenhofes markiert die Besiedlung von Langst/Kierst. Das Gebäude ist der Rest einer einst dreiflügeligen Hofanlage. Das Gebäude hat ungewöhnlich dicke Mauern. Daraus könnte geschlossen werden, dass es einst auch eine Verteidigungsfunktion hatte. Der Schutz erstreckt sich auf den unveränderten Erhalt des äußeren Erscheinungsbildes. Veränderungen im Inneren sind möglich. | 1768 | 13.05.1982                | 45              |
| Kriegerdenkmal Langst-Kierst                        | Kriegerdenkmal Langst-Kierst                        | Langst-Kierst (Langst) Schützenstraße, vor der Kapelle St. Martin Karte                                            | Denkmal Langst-Kierst ca. 1950 | ca. 1950                                                                                                 |                           | 158             |
| BW                                                  | Fünf alte Grabsteine                                | Lank-Latum (Lank) Hauptstraße, an der Pfarrkirche St. Stephanus Karte                                              | Grabsteine vom früheren Friedhof | |                           | 73–77           |
| Kriegerdenkmal Lank-Latum                           | Kriegerdenkmal Lank-Latum                           | Lank-Latum (Lank) Alter Friedhof Lank Karte                                                                        | Das Kriegerehrenmal der ehemaligen Gemeinde Lank-Latum, nach einem Entwurf von dem Klever Bildhauer Joseph Brüx, hatte seinen ursprünglichen Aufstellungsort an der Hauptstraße in Lank. Der Entwurf wurde in einem hellbeigen Betonwerkstein ausgeführt. Nachdem es 1938 von den Nationalsozialisten, aufgrund von „nicht arischen“ Aussehens der dargestellten Krieger, niedergerissen wurde, fand es 1986 seinen heutigen Standort auf dem Friedhof in Lank. | 1922 |                           | 151             |
| Kriegerdenkmal ehem. Amt Lank                       | Kriegerdenkmal ehem. Amt Lank                       | Lank-Latum (Lank) Alter Friedhof Lank Karte                                                                        | Kriegerdenkmal Lank-Latum von 1927 | 1927 |                           | 152             |
| Prinzengrab                                         | Prinzengrab                                         | Lank-Latum (Lank) Alter Friedhof Lank Karte                                                                        | Grabmal des Grafen Mathias von Hallberg (Herr auf Schloss Pesch, Stifter der Lanker Kirche und des Krankenhauses) | 1848 (1986 renoviert)                                                                                    |                           | 78              |
| Haus                                                | Haus                                                | Lank-Latum (Lank) Fronhofstraße 1 Karte                                                                            | 2-geschossener Backsteinbau mit Schweifgiebeln, nicht durchgezogenen Achsen, Ankersplinte mit Jahreszahl. Haus dem Jahre 1749, das Erdgeschoss wurde durch einen Ladeneinbau verändert. Das Haus zeugt von der Besiedlung Lanks im 18. Jahrhundert und ist Teil des alten „Marktplatzes“. | 1749 | 11.09.1984                | 126             |
| Wohnhaus                                            | Wohnhaus                                            | Lank-Latum (Lank) Fronhofstraße 10 Karte                                                                           | 2-geschossiges Wohnhaus in 3 Achsen, Backstein. Das Haus zeigt – zusammen mit dem Nachbarhaus gleichen Stils – die Entwicklung der Besiedlung des früheren Dorfes. Es liegen volkskundliche, insbesondere heimatkundliche und städtebauliche Gründe vor, weil sich an dem Gebäude die bauliche Entwicklung ablesen lässt. Darüber hinaus prägt dieses Haus gemeinsam mit dem Nachbarhaus das Erscheinungsbild der Fronhofstraße. | | 11.09.1984                | 130             |
| Haus                                                | Haus                                                | Lank-Latum (Lank) Fronhofstraße 12 Karte                                                                           | Niedriges 2-geschossiges Fachwerkhaus, im Erdgeschoss verputzt, 1983/84 renoviert und im Inneren verändert. Dieses Haus zeigt den Rest der alten Bebauung um die Kirche herum und markiert insoweit die Entwicklung der Besiedlung. Zudem ist es erhaltenswert wegen seiner Bauweise und Gestaltung. | ? (1983/84 renoviert)                                                                                    | 11.09.1984                | 131             |
| Wohnhaus                                            | Wohnhaus                                            | Lank-Latum (Lank) Fronhofstraße 4 Karte                                                                            | 2-geschossiges Wohnhaus in 3 Achsen mit übergiebelter Mittelachse aus dem Jahre 1908. Das Haus zeigt die Entwicklung der Besiedlung von Lank und dokumentiert einen verstädterten Baustil, wie er zu Anfang des Jahrhunderts Einzug auch in Dörfer hielt. An der Bebauung der Fronstraße lässt sich die bauliche Entwicklung des Stadtteils Lank-Latum für Bewohner, Besucher und Vorübergehende ablesen. | 1908 | 11.09.1984                | 127             |
| Haus                                                | Haus                                                | Lank-Latum (Lank) Fronhofstraße 6 Karte                                                                            | 2-geschossiges Haus in 3 Achsen aus dem Jahre 1908 mit übergiebelter Mittelachse. Das Haus zeigt die Entwicklung der Besiedlung von Lank und dokumentiert einen verstädterten Baustil, wie er zu Anfang des Jahrhunderts Einzug auch in Dörfer hielt. An der Bebauung der Fronhofstraße lässt sich die bauliche Entwicklung des Stadtteils Lank-Latum für Bewohner, Besucher und Vorübergehende ablesen. | 1908 | 11.09.1984                | 128             |
| Wohnhaus                                            | Wohnhaus                                            | Lank-Latum (Lank) Fronhofstraße 8 Karte                                                                            | 2-geschossiges Wohnhaus in 3 Achsen, Backstein. Das Haus zeigt – zusammen mit dem Nachbarhaus gleichen Stils – die Entwicklung der Besiedlung des früheren Dorfes. Es liegen volkskundliche, insbesondere heimatkundliche und städtebauliche Gründe vor, weil sich an dem Gebäude die bauliche Entwicklung ablesen lässt. Darüber hinaus prägt dieses Haus gemeinsam mit dem Nachbarhaus das Erscheinungsbild der Fronhofstraße. | 11.09.1984                                                                                               |                           | 129             |
| Kriegerdenkmal des kath. Jünglingsvereins Lank      | Kriegerdenkmal des kath. Jünglingsvereins Lank      | Lank-Latum (Lank) Ecke Gonella-/Claudiusstraße Karte                                                               | Kriegerdenkmal des kath. Jünglingsvereins Lank von 1920 | 1920 |                           | 153             |
| weitere Bilder                                      | Pfarrkirche St. Stephanus                           | Lank-Latum (Lank) Hauptstraße Karte                                                                                | 3-schiffige Backstein-Basilika in klassizistischen Rundbogenstil mit 3-seitigem Chorschluss und hohen Rundbogenfenstern aus dem Jahre 1844; vorgesetzt ein 6-stöckiger quadratischer Westturm aus dem 12. Jahrhundert mit hohem Haubendach. Sie gibt Zeugnis für das religiöse Leben und die Bedeutung der Kirche zur Zeit der Erbauung des Turmes und des Kirchengebäudes selbst, aber auch für die Besiedlung des Landes. Zudem ist die Kirche allein wegen ihres Stiles und ihres architektonischen Ranges erhaltenswert. Der Schutz umfasst den unveränderten Erhalt im Äußeren und Inneren, Anpassung an moderne liturgische Erfordernisse und Nutzungsweisen ist möglich. | 12. Jahrhundert, 1844                                                                                    | 10.12.1981                | 24              |
| Wohnhaus                                            | Wohnhaus                                            | Lank-Latum (Lank) Hauptstraße 10 Karte                                                                             | Wohnhaus 2-geschossig in 7 Achsen, verputzt, im Erdgeschoss teilweise verändert, errichtet 1850. Das Gebäude bildet den Abschluss des Marktplatzes, der als alter Ortskern in seiner nunmehr vorliegenden Form erhalten werden soll. Das Haus ist zudem wegen seiner harmonischen Fassadengestaltung erhaltenswert. | 1850 | 11.09.1984                | 132             |
| van-Haags-Hof                                       | van-Haags-Hof                                       | Lank-Latum (Lank) Hauptstraße 19 Karte                                                                             | Ehemaliger Backsteinhof mit 3-geschossigem Wohnhaus in 4 Achsen aus dem Jahre 1765, (datiert in Torkeilstein) Seitenfassade mit Fachwerk, Krüppelwalmdach, im Erdgeschoss Einbau eines Schaufensters. Das Gebäude bildet einen Teil der Bebauung rund um die „alter Marktplatz“ und ist zudem wegen seiner harmonischen Gestaltung erhaltenswert. | 1765 | 11.09.1984                | 133             |
| Gaststätte Fronhof                                  | Gaststätte Fronhof                                  | Lank-Latum (Lank) Hauptstraße 20 Karte                                                                             | 2-geschossiger Backsteinbau in 7 : 4 Achsen mit hohem Schweifgiebel; im Erdgeschoss teilweise verändert. Erbaut 1758. Das Gebäude dokumentiert die alte Bebauung des „Marktplatzes“ und ist Teil des historischen Platzes nahe der Kirche. Es ist erhaltenswert wegen seiner schönen Gestaltung und wegen seines Beitrages zur dörflichen Gestaltung des Platzes. Der Umfang des Schutzes erstreckt sich auf den unveränderten Erhalt des Äußeren, Anpassung im Inneren an moderne Wirtschafts- und Wohnverhältnisse möglich, jedoch soll die Flucht der Räume beibehalten werden. | 1758 | 10.12.1981                | 25              |
| Wohnhaus                                            | Wohnhaus                                            | Lank-Latum (Lank) Hauptstraße 21 Karte                                                                             | Fachwerkgebäude aus dem Jahre 1840, 2-geschossig in nicht durchgezogenen Achsen, die beiden rechten Fenster im Erdgeschoss verändert, vorgeblendete Putzfassade aus dem Ende des 19. Jahrhunderts. Das Haus ist Zeugnis der Bebauung des Marktplatzes. Es prägt den Charakter des Marktplatzes zusammen mit den anderen alten Häusern und hat dadurch seine Bedeutung für Lank-Latum. | 1840 | 11.09.1984                | 134             |
| Gaststätte van Dawen                                | Gaststätte van Dawen                                | Lank-Latum (Lank) Hauptstraße 23 Karte                                                                             | 2-geschossiges Gebäude in 5 Achsen aus dem Jahre 1850, verputzt; 1974/75 im Inneren umgebaut. Das Gebäude hat seine Bedeutung insbesondere durch seinen Beitrag zur Gestalt des Marktplatzes; als 135 Jahre alte Gaststätte zeugt es zudem vor der Entwicklung des Gaststättenwesens in Lank-Latum. Außerdem ist das Haus wegen seiner harmonischen Fassadengestaltung erhaltenswert. Der Schutz erstreckt sich nur auf das an der Hauptstraße liegende Gebäude, nicht auf die Hintergebäude. | 1850 | 11.09.1984                | 135             |
| Gaststätte- und Geschäftshaus                       | Gaststätte- und Geschäftshaus                       | Lank-Latum (Lank) Hauptstraße 32/34 Karte                                                                          | 2-geschossiger Fachwerkbau mit nicht durchgezogenen Achsen von 1848, in der Nutzung verbunden mit dem Backsteineckbau Gonellastraße/Hauptstraße; baulich verschachtelt mit dem Haus Hauptstraße 32, das im Erdgeschoss 2 große Schaufenster, im Obergeschoss 5 schmale Fenster mit Rundbögen aufweist. Im Fachwerkhaus war bis ca. 1915 ein Lebensmittelladen der Familie Hespers. Der Saal wurde erst nach dem Krieg 1870/71 angebaut, was an den Innenmauern noch zu erkennen ist. Das Fachwerkhaus hat seine Bedeutung als Zeugnis einer technischen Bauweise, nämlich des Fachwerks. Es ist zugleich Zeugnis des Gaststättenwesens in Lank. Das mit ihm baulich verbundene Haus Nr. 34 gewinnt seine Bedeutung aus seiner prägenden Lage für die Hauptstraße. | 1848 | 11.09.1984                | 137             |
| Wohnhaus                                            | Wohnhaus                                            | Lank-Latum (Lank) Hauptstraße 33 Karte                                                                             | 2-geschossiger Fachwerkbau in 3 Achsen aus dem Jahre 1769, Walmdach, ehemals dazugehörende Toreinfahrt, heute zum Ladengebäude umgestaltet. Während die hintere Fassade noch Fachwerk zeigt, sind vordere Fassade und Seitenfassade Ende des 19. Jahrhunderts verputzt und mit Eckquaderung versehen. Neuanstrich der Fassade 1978. Das Gebäude war ursprünglich eine Gastwirtschaft („Im goldenen Kreuz“), so dass es die Entwicklung des Gaststättengewerbes in Lank-Latum belegt. Zudem ist das Haus wegen seiner Gestaltung erhaltenswert. Es gibt zudem Zeugnis von der Gestalt des alten Ortskerns von Lank, der in seiner heutigen Erscheinungsweise erhalten werden soll. | 1769 | 11.09.1984                | 136             |
| weitere Bilder                                      | Teloy-Windmühle                                     | Lank-Latum (Lank) Kemperallee 10 Karte                                                                             | 1822 von Bäcker Adolph Frangen aus Lank erbaut; seit 1863 von der Familie Ludwig Teloy aus Osterfeld gepachtet. Seit der Zeit heißt diese „Neue Lanker Mühle“ „Teloy-Mühle“. 1912 wurde die Mühle stillgelegt. Die Flügel gingen 1913 an die Elfrather Mühle in Traar. Die Turmwindmühle ist in Backstein gebaut. Sie steht auf einem hohen, runden Backsteinsockel, der eine bessere Ausrichtung zum Wind ermöglichte. 1981 erhielt die Mühle eine neue Haube, 1982 neue Flügel. Nach Umbau 1980–1981 wird sie als Kulturzentrum genutzt. Die Mühle hat Bedeutung für die Geschichte Lank-Latums, sie ist erhaltenswert aus wissenschaftlichen und ortsgeschichtlichen Gründen. | erbaut etwa 1820–30 (neue Mühlenhaube von 1981, neue Flügel von 1982)                                    | 21.12.1981                | 72              |
| Schule                                              | Schule                                              | Lank-Latum (Lank) Kemperallee 6 Karte                                                                              | Die Schule an der Kemperallee besteht aus mehreren Bauabschnitten, die sich in ihrer unterschiedlichen Gestaltung zu einem heterogenen Erscheinungsbild zusammensetzten. Der älteste Bauabschnitt, Hausnummer 4, beherbergte die erste zweiklassige Schule von 1903. Bereits im Jahre 1912 war ein sechsklassiger Erweiterungsbau notwendig, der bis 1915 zur Ausführung kam. Dabei wurde das ehemalige Schulgebäude zu einer Lehrerwohnung umgebaut. 1953 erfolgte ein weiterer Ausbau der Schule, indem der Hoftrakt verlängert wurde. Im Zuge der zweiten Erweiterung richtete man im Obergeschoss des angrenzenden Geräteschuppens der Freiwilligen Feuerwehr (1928 entstanden) eine zusätzliche Klasse ein. Der linke Teil zeigt in seiner Grundstruktur noch den Baukörper der ersten zweiklassigen Schule. Der ursprünglich wohl traufständige, zweigeschossige Backsteinbau erhielt bei seinem Umbau zur Lehrerwohnung einen hohen Schweifgiebel und ein zusätzliches Dachgeschoss. In dem rechts angrenzenden, leicht zurückgesetzten traufständigen Backsteintrakt ist das Treppenhaus untergebracht. Der anschließende Erweiterungsbau ist zweigeschossig, vierachsig mit segmentbogig eingeschnittenen Fenstern und einer vorkragenden Eingangsachse. In diesen turmartig überhöhtem Eingangsbereich führt ein großer rustizierter Rundbogen zur Eingangshalle. Der rundbogige, im Obergeschoss polygonale Eingangserker endet mit einem schieferverkleideten Freigeschoss mit bekrönender Schweifhaube. Ein Krüppelwalm – bzw. Schweifgiebel betonen die Giebelseiten. Rückwärtig schließt sich ein schlichter zweigeschossiger, neunachsiger Trakt mit Mitteleingang mit betonendem Schweifgiebel an. Im Innern erhalten sich die Raumstruktur, zahlreiche Details wie Treppen und -geländer, Fußbodenkacheln, Türen und Zargen. Der Hofflügel wurde 1953 verlängert. Diese Verlängerung ist nicht Teil des Denkmals. Straßenseitig wurde 1928 an den Schulbau das Feuerwehrhaus mit seinem etwas zurückversetztem Turm zum Trocknen der Löschschläuche angefügt. Der Bau ist zweigeschossig, dreiachsig und flachgedeckt. Die beiden Garagentore wurden zu Fenstern umgestaltet. Ein halbrund vorkragender zweigeschossiger Erker stellt die Verbindung zum ursprünglichen Schulgebäude her. Die Eingangstüre zeigt zwei kreisförmige Reliefs mit Darstellungen von Werkzeugen der Landwirtschaft und des Handwerks. Das seit Beginn des 20. Jahrhunderts gewachsene Schulgebäude ist ein bedeutendes Zeugnis für die Entwicklung des ländlichen Schulhausbaues. Der Baukomplex ist erhaltenswert aus architektur- und ortsgeschichtlichen Gründen, als anschauliches Dokument für das schnelle Wachstum der Einwohnerzahl Lank-Latums. Verantwortlich dafür scheint u. a. die Gründung der Zelluloid-Fabrik an der Rheinstraße im Jahre 1894 gewesen zu sein, die zu einem wirtschaftlichen Aufschwung des zuvor rein landwirtschaftlich geprägten Dorfes führte. | 1903 | 17.12.1984                | 71              |
| weitere Bilder                                      | Heidbergmühle                                       | Lank-Latum (Lank) Nierster Straße 101 Karte                                                                        | Mehrgeschossiger Mühlenstumpf aus Backstein mit Sandsteingewänden, erbaut 1751/52, Haubendach, 1980 neugedeckt; Flügel fehlen; im Inneren sind Flügelwelle und Königswelle mit den dazugehörigen Holzzahnrädern noch vollständig erhalten, Mahlwerke fehlen. Die Heidbergmühle zeugt nicht nur für einen alten handwerklichen Betrieb, sondern auch für die „Eigenversorgung“ der Lanker Bauern, die dem Mahlzwang der Geismühle ausweichen wollten. Hinzu kommt ihre beherrschende Lage in der Landwirtschaft. Der Schutz erstreckt sich auf den unveränderten Erhalt der äußeren Gestalt; Erhalt des noch vorhandenen Mühlengetriebes im Innenraum. | erbaut 1751/52, 1980 neu gedeckt                                                                         | 10.12.1981                | 20              |
| Ehemaliges Pförtnerhaus Westdeutsche Celluloidwerke | Ehemaliges Pförtnerhaus Westdeutsche Celluloidwerke | Lank-Latum (Lank) Rheinstraße neben 18 Karte                                                                       | Südlich der früheren Werksdurchfahrt steht giebelständig zur Rheinstraße der 2-geschossige Backsteinbau des Pförtnerhauses. Der Baukörper wird gegliedert durch ein Haupt- und ein Traufgesims, drei Wandfelder ergeben sich an den Längsseiten durch Lisenengliederung. Dazwischen Stichbogenfenster mit Überfangbögen in gelbem Backstein, die im Erdgeschoss ein durchlaufendes Band bilden, das den Stichbögen der Fenster- und Türöffnungen folgt. Der Bau weist 3 : 2 Achsen auf. Die Westfassade ist in ihrer ursprünglichen Fensterung gestört, hier sind spätere Öffnungen durch KS-Steine geschlossen. Die Südfassade ist ebenfalls durch späteren Fenstereinbau gestört. Das Pförtnerhaus bildet mit den benachbarten Baudenkmälern Verwaltungsgebäude (lfd. Listennummer: 141) und Wasserturm mit Schieberhäuschen (lfd. Listennummer: 21) das Ensemble der baulichen Relikte der von 1896 bis 1983 produzierenden „Lanker Celluloidwerke GmbH“. An der Erhaltung und Nutzung besteht öffentliches Interesse, da die verbliebenen Bauten bedeutend für die Geschichte der Städte und Siedlungen sowie für die Entwicklung der Arbeits- und Produktionsverhältnisse sind. Wissenschaftliche, hier wirtschafts- und technikhistorische Gründe liegen vor, da die erhaltenen Werkstelle Zeugnis ablegen vom Aufkommen und der Verbreitung einer für das 20. Jahrhundert als Schlüsselwerkstoff zu bezeichnenden Substanz, dem „Kunststoff“, für den Celluloid ein erster Massenkonsumgegenstand war. Jedes einzelne erhaltene Gebäude des letzten westdeutschen Celluloidwerkes ist geeignet, die Erinnerung an die in Lank bereits 24 Jahre nach der Erfindung des neuen Werkstoffs aufgenommene (1894) Produktion zu bewahren. | | 13.06.2009                | 143             |
| weitere Bilder                                      | Wasserturm                                          | Lank-Latum (Lank) Rheinstraße 18 Karte                                                                             | 1912 erbauter Wasserturm mit 100 m³ Wasserinhalt. Das Denkmal dokumentiert die Gewerbeansiedlung sowie die Wassergewinnung für dieses Gebiet durch einen Hochbehälter. Dieser Wasserbehälter ist ein Zeugnis der Industrie und bestimmt die Silhouette des Stadtteils Lank-Latum. Der Turm zeugt auch für den technischen Stand und die Entwicklung der Stahlindustrie z. Zt. seiner Erbauung. Der Schutz erstreckt sich auf den unveränderten äußeren Erhalt. | 1912 | 10.12.1981                | 21              |
| Ehem. Verwaltungsgebäude                            | Ehem. Verwaltungsgebäude                            | Lank-Latum (Lank) Rheinstraße 18 Karte                                                                             | Ehem. Verwaltungsgebäude der Westdeutschen Celluloidwerke | 1920er Jahre                                                                                             |                           | 141             |
| Tafelgut Nauenhof                                   | Tafelgut Nauenhof                                   | Lank-Latum (Latum) Bismarckstraße 41 Karte                                                                         | Eingeschossiger Backsteinhof in nicht durchgezogenen Achsen mit Krüppelwalmdach; die rückwärtige Giebelseite mit Fachwerk, errichtet im 18. Jahrhundert (1960 restauriert). Das heutige Gebäude zeugt von einem früheren Tafelgut der Kurfürsten von Köln. Es ist damit Zeugnis der Herrschaftsgeschichte, aber auch der Versorgung der erzbischöflichen Verwaltung. Der Schutz erstreckt sich auf den unveränderten Erhalt sowie den Erhalt der entscheidenden Konstruktion im Innern, die auf das Alter des Hauses hinweist. | 18. Jahrhundert                                                                                          | 10.12.1981                | 26              |
| weitere Bilder                                      | Haus Latum                                          | Lank-Latum (Latum) Bismarckstraße 42 Karte                                                                         | Ehemaliger wasserumwerter Herrensitz, 4-flügelige offene Backsteinhofanlage, Herrenhaus 2-geschossig in 4 Achsen, Ankersplinten, Scheunen mit Walmdach, rückwärtig 2-geschossiger Backsteinanbau mit neugotischen Fenstern, mittlere Tür verändert, Scheunentrakte aus dem 19. Jahrhundert, Herrenhaus wahrscheinlich aus dem 17. Jahrhundert. Haus Latum ist Zeugnis der Herrschaftsgeschichte dieses Raumes. Es bekundet in seiner heutigen Gestalt darüber hinaus die Produktionsstätte eines großen landwirtschaftlichen Betriebes, so dass es auch Bedeutung für die Produktionsverhältnisse hat. Zudem liegen städtebauliche Gründe für die Erhaltung vor, da der Hof die Landschaft prägt. Der Schutz erstreckt sich auf den unveränderten Erhalt der Hofanlage, moderne Anpassung an Wohn- und Wirtschaftsverhältnisse ist möglich. | Wohnhaus wahrscheinlich 17. Jahrhundert, Hofanlage 19. Jahrhundert                                       | 10.12.1981                | 19              |
| weitere Bilder                                      | Jüdischer Friedhof                                  | Lank-Latum (Latum) Uerdinger Straße Karte                                                                          | Friedhofanlage des 19. Jahrhunderts mit Grabsteinen teilweise aus Sandstein des 19. und 20. Jahrhunderts. Volkskundliche, insbesondere heimatkundliche Bedeutung wegen der Dokumentation des jüdischen Gemeindelebens und der Entwicklung des Judentums in Lank-Latum. Der Schutz erstreckt sich auf den unveränderten Erhalt der Anlage und der Stellung der Grabsteine. | 19. Jahrhundert                                                                                          | 10.12.1981                | 22              |
| Türbogen                                            | Türbogen                                            | Lank-Latum (Latum) Uerdinger Straße 132 Karte                                                                      | Eintrag: 10.12.1981 Erbaut: 1800 Torbogen mit profilierten Kämpferplatten und Rundbogen mit Kartusche und Monogramm aus dem Jahre 1800, eingebaut in das Haus Uerdinger Straße 132. Das – im Äußeren veränderte – Haus bildete die frühere Nord-Ost-Grenze von Latum. Der Türbogen in dem alten Haus bezeugt den Gestaltungswillen der Erbauer des Hauses. Die Gestaltung des Rundbogens begründet den Erhalt. Der Schutz umfasst den Erhalt des Türbogens in unveränderter Form. | 1800 | 10.12.1981                | 23              |
| Wohnhaus                                            | Wohnhaus                                            | Nierst Am Oberen Feld 55 Karte                                                                                     | Haus mit Krüppelwalmdach und vorgezogenem Dach, das auf einer von außen sichtbaren Holzkonstruktion ruht. Als eines der ältesten noch im originalen Zustand erhaltenen Häuser an der damals einzigen bebauten Straße liegend, bezeugt das Haus die alte Besiedlung von Nierst und zugleich eine Einheit von Wohnen und Wirtschaften. Das Haus ist sowohl wegen seiner besonderen Gestaltung als auch als Zeuge der Besiedlung aus heimatkundlichen Gründen erhaltenswert. | | 11.09.1984                | 106             |
| weitere Bilder                                      | Myriameterstein                                     | Nierst Rheinufer Karte                                                                                             | Alter Myriameterstein (Meilenstein) am Rhein bei Nierst. Der quaderförmige Stein ist mit Entfernungsangaben versehen: 104, 464 km bis zur Landesgrenze, 580,00 km von Basel, 234,45 km bis Rotterdam | |                           | 79              |
| Pfarrkirche St. Cyriakus                            | Pfarrkirche St. Cyriakus                            | Nierst Stratumer Straße 11 Karte                                                                                   | Einschiffige, neuromanische Saalkirche mit dreiseitigem Chorschluss und vorgesetztem Westturm, Kreuzgratgewölbe; im Innern 1978 erneuert. Erbaut 1894/95 vom Lanker Maurermeister Adam Reiners. Die Kirche ist erhaltenswürdig wegen ihrer neuromanischen Gestaltung. Sie gibt gleichzeitig Zeugnis des religiösen Lebens und der zunehmenden Besiedlung von Nierst. Umfang des Schutzes: Unveränderter Erhalt, aber Anpassung an moderne Nutzungsnotwendigkeiten möglich. | erbaut 1894/95                                                                                           | 10.12.1981                | 30              |
| Küppershof                                          | Küppershof                                          | Nierst Stratumer Straße 19 Karte                                                                                   | 2-geschossiges Backsteingebäude mit Krüppelwalmdach in 5 Achsen, nördliche Giebelwand verputzt, Klötzchenfries zwischen Erd- und Obergeschoss sowie unter der Traufe. Der Küppershof ist einer der wenigen inzwischen in Nierst noch erhaltenen Bauernhöfe. Er bezeugt die Landwirtschaft im Ortsteil und hat insoweit Bedeutung für die Geschichte des Menschen und die Entwicklung der Arbeits- und Produktionsverhältnisse. | | 11.09.1984                | 105             |
| Kriegerdenkmal Nierst                               | Kriegerdenkmal Nierst                               | Nierst vor der Nierster Kapelle, Stratumer Straße Karte                                                            | Kriegerdenkmal Nierst | 1936 |                           | 156             |
| weitere Bilder                                      | Werthhof                                            | Nierst Werthallee 51 Karte                                                                                         | 4-flügelige Backsteinhofanlage, Wohnhaus zweigeschossig in 5 zu 3 Achsen mit Rundbogenfenstern im Obergeschoss, Rauputz, Walmdach, die Fassaden sind Anfang des 20. Jahrhunderts verändert, Scheunentrakte aus dem 20. Jahrhundert. Der Werthhof ist bereits im Jahre 1166 urkundlich erwähntes Anwesen. Er war anfangs der Haupthof von „Niederseist“ und ist als Hof von herrschaftlicher Gerechtsame überliefert. Das Wohnhaus ist etwa 250 Jahre. Der Hof ist ein heute noch erkennbares Zeugnis der Besiedlung unseres Lebensraumes und zeugt für die Entwicklung der Landwirtschaft über viele Jahrhunderte hinweg. Der Werthhof dokumentiert noch heute baulich ein Anwesen, von dem aus in bestimmten Rechtsformen des Mittelalters Herrschaft ausgeübt wurde, Wirtschaft betrieben und damit das Zusammenleben der Menschen neu geregelt wurde. Der Hof sollte als Teil der niederrheinischen Landschaft mit landwirtschaftlicher Nutzung erhalten bleiben. Umfang des Schutzes: Gesamte Hofanlage in ihrem wesentlichen äußeren Erscheinungsbild. Anpassung an moderne Wirtschafts- und Wohnformen ist unter Beibehaltung der Raumfolge von Wohnhaus und Wirtschaftsgebäuden möglich. | 1166 | 12.03.1982                | 31              |
| Weilerhof                                           | Weilerhof                                           | Ossum-Bösinghoven Am Weilerhof 16 Karte                                                                            | Offene 4-flügelige Backsteinhofanlage von 1776. Das Wohnhaus aus der 2. Hälfte des 18. Jahrhunderts, backsteingeschlämmt, die Giebelseiten mit Schweifgiebeln und Ankersplinten; Scheunentrakte im 20. Jahrhundert stark verändert. Der Weilerhof ist ein seit dem frühen Mittelalter bekannter Hof, der offenbar Teil einer umfangreichen, früheren mittelalterlichen Villikation war. Er dokumentiert die Besiedlung dieses Raumes in früherer Zeit. Das Wohngebäude zeigt den Stil eines landwirtschaftlichen Wohnhauses aus dem ausgehenden 18. Jahrhundert. Es ist wegen seiner Gestaltung erhaltenswert. Der Hof markiert die alte Besiedlung und die Entwicklung der landwirtschaftlichen Produktionsstätte im ausgehenden 18. Jahrhundert. | 1766 | 11.09.1984                | 103             |
| Haus Radong                                         | Haus Radong                                         | Ossum-Bösinghoven Am Weilerhof 18 Karte                                                                            | Heutige geschlossene vierseitige Hofanlage, erbaut 1859 von Jakob Herberz aus Uerdingen. Herrschaftliches Wohnhaus, 2-geschossig, 5-achsig, mit Balkon über dem Eingang, Zufahrt über eine Kastanienallee. Typ einer herrschaftlichen Hofanlage aus der Mitte des 19. Jahrhunderts entstanden nach einer Rodung (=Radong). Gründung des Anwesens mit den Häusern: Hamm, Pesch usw. von wissenschaftlicher Seite im 9. und 10. Jahrhundert datiert. Der Hof dokumentiert die Geschichte der Besiedlung und der landwirtschaftlichen Bewirtschaftung im Gebiet der heutigen Stadt Meerbusch; er belegt frühere und heutige Arbeits- und Produktionsverhältnisse und ist in seiner Ausstattung eine typische niederrheinische Hofanlage. | 1859 | 11.09.1984                | 104             |
| weitere Bilder                                      | Kirche St. Pankratius                               | Ossum-Bösinghoven (Ossum) Ossum, neben 11 Karte                                                                    | Einschiffige Kirche; Mitteltrakt aus dem Frühmittelalter aus Tuffsteinen, 1868 Erweiterung durch Anbau des noch heute bestehenden Chors nach Osten; 1911 weitere Erweiterung nach Westen durch Backstein-Anbau in neuromanischem Stil mit Lisenengliederung, Dachreiter. Die Kapelle 1186 erstmals erwähnt, zeigt die Entwicklung des religiösen Lebens. Zudem ist sie wegen ihrer baulichen Gestaltung erhaltenswert. Der Schutz erstreckt sich auf den unveränderten Erhalt. | 1186 | 10.12.1981                | 38              |
| weitere Bilder                                      | Haus Gripswald                                      | Ossum-Bösinghoven (Ossum) Ossum 13 Karte                                                                           | Offene 4-flügelige Backsteinhofanlage; Herrenhaus 3-geschossig in 4 Achsen, Backstein mit Sandsteingewänden und rundem 3-geschossig überhöhten Eckturm mit Haubendach; hohes Walmdach; das Torhaus in der Durchfahrt aus Fachwerk. Haus Gripswald bezeugt die Entwicklung der Besiedlung dieses Raumes mit großen landwirtschaftlichen Gehöften; es war landtagsfähiges Rittergut. In seiner Nähe fand man ein halbkreisförmiges, römisches Tempelchen mit sieben Matronensteinen. Das Herrenhaus verdient wegen seiner schönen, herrschaftlichen Gestaltung Erhaltung. Das Denkmal zeugt von einer Form großzügigen Wohnens und Wirtschaftens eines landwirtschaftlichen Betriebes. Der Schutz erstreckt sich auf den unveränderten Erhalt des äußeren Eindrucks der Hofanlage. Umbauten im Inneren zur Anpassung der Hofanlage an moderne betriebswirtschaftliche Erfordernisse sind möglich. Innere Umbauten im Herrenhaus sollten jedoch auf ein Minimum beschränkt werden. | | 10.12.1981                | 39              |
| Kriegerdenkmal Ossum-Bösinghoven                    | Kriegerdenkmal Ossum-Bösinghoven                    | Ossum-Bösinghoven (Ossum) vor der Ossumer Kapelle Karte                                                            | Kriegerdenkmal Ossum-Bösinghoven | 1921 |                           | 154             |
| weitere Bilder                                      | Haupthaus Schloß Pesch                              | Ossum-Bösinghoven Schloss Pesch Karte                                                                              | 2-geschossiger Putzbau in 13 Achsen mit hohem ausgebauten Mansarddach; flacher 7-achsiger Mittelrisalit mit flachem 3-achsigen übergiebeltem Risalit mit dorpischen Eingang, Porticus; Bau aus dem Jahre 1906; Umbau und Renovierung in den Jahren 1979 bis 1982. Als herrschaftliches Wohngebäude eines bedeutenden Großgrundbesitzers bezeugt das Haus Lebensweise, auch wirtschaftliche Verhältnisse, einer in Meerbusch lebenden Oberschicht, in der Gesamtanlage auch eine wirtschaftliche Produktionsweise landwirtschaftlichen Großgrundbesitzes. Im Haupthaus dokumentieren sich die Wohnbedürfnisse und gesellschaftlichen Lebensvorstellungen einer begüterten Oberschicht. Die Gesamtanlage bezeugt auch das Vorhandensein eines vor Jahrhunderten entstandenen und bis in unsere Zeit erhaltenen Adelssitzes. Umfang des Schutzes: gesamtes äußeres Erscheinungsbild bis ins Detail; innere Veränderungen, um das Schloss moderner Wohnnutzung zuzuführen, können zugelassen werden. Die Raumfolgen im Parterre, die auch der Öffentlichkeit zugänglich gemacht werden sollen. | erbaut ab 1906, Umbau und Renovierung 1979/82                                                            | 10.12.1981                | 40              |
| BW                                                  | Rentei an Schloss Pesch                             | Ossum-Bösinghoven Ossum 15 Karte                                                                                   | 2-geschossiger 7-achsiger Bau mit Toreinfahrt, Walmdach und Uhrenturm. Die Rentei war der Verwaltungsteil des Schlosses Pesch. Ihr Beitrag zur Geschichte der Menschen ist untrennbar verbunden mit dem Schloss Pesch. Ansonsten liegen hier die gleichen Gründe für die Erhaltung und Nutzung vor, wie beim Haupthaus des Schlosses. Der Schutz erstreckt sich auf die Erhaltung des Äußeren, so dass die frühere Nutzung als Verwaltungsteil erkennbar bleibt; Umbauten im Inneren sind möglich. | | 10.12.1981                | 41              |
| BW                                                  | Kapelle am Schloss Pesch                            | Ossum-Bösinghoven Schloss Pesch Karte                                                                              | Rundbau, Außenmauern aus Backstein, noch unverputzt. Im Inneren eingeschossiger Kapellenraum mit 2-geschossigen Nebenräumen, die zum Haupthaus liegen. Die Kapelle gehört zum Gesamtkomplex des Schlosses Pesch, sie markiert die enge Verbindung zwischen den Gutsbesitzern und der Kirche, zeigt auch die Verpflichtung, die die Besitzer gegenüber dem religiösen Leben sahen; die Kapelle macht auch deutlich, dass der Gutsbesitzer für seine Familie und sein Hausgesinde eine eigene Kirche für notwendig erachtete. Die Kapelle gehört zur Gesamtanlage des Schlosses. Die Erhaltungsgründe ergeben sich aus der Gestaltung dieser Anlage und dem Beitrag der Kapelle zur Geschichte. Umfang des Schutzes: Erhalt des äußeren Erscheinungsbildes der Kapelle in der Weise, dass sie als Kirche erkennbar bleibt. Bei einer anderen Nutzung als zu kirchlichen Zwecken im Inneren, muss ebenfalls versucht werden, den ursprünglichen Nutzungszweck bleiben zu lassen. | | 10.12.1981                | 42              |
| BW                                                  | Gutshof am Schloss Pesch                            | Ossum-Bösinghoven Ossum 15a Karte                                                                                  | Offene, 3-flügelige Backsteinhofanlage von 1795. Die Scheunentrakte teilweise mit Schweifgiebeln, das Wohnhaus 2-geschossig mit Stickbogenfenstern und hohem Mansarddach. Die Hofanlage gehört zum Schloss Pesch und zeigt die enge Verbindung zur landwirtschaftlichen Produktion, die bei diesem Schloss vorhanden war. Für die Erhaltung des Hofes sprechen im Wesentlichen volkskundliche Gründe, nämlich die Heimatgeschichte. Der Hof muss erhalten bleiben, um den zuvor skizzierten Zusammenhang zwischen Schloss und landwirtschaftlichem Betrieb deutlich zu machen. Der Hof markiert darüber hinaus die typische Architektur einer großzügigen landwirtschaftlichen Produktionsstätte und muss aus Gestaltungsgründen erhalten bleiben. Der Schutz erstreckt sich auf die Erhaltung der Gesamtanlage und des äußeren Erscheinungsbildes. Umbauten im Inneren zur Anpassung an moderne Wohn- und Wirtschaftsverhältnisse sind möglich. | 1795 | 10.12.1981                | 43              |
| weitere Bilder                                      | Ehemaliges RWE-Gebäude in Osterath                  | Osterath Strümper Straße 1-7 Karte                                                                                 | Die dreiteilige Gebäudeanlage besteht aus einem zweigeschossigen Gebäude mit Satteldach, einer daran anstoßenden langgestreckten Halle mit tonnenförmigem Dach und in Fortsetzung der Flucht einem eingeschossigen Gebäudeteil mit Pultdach. Kernstück des Elektrizitätswerkes war die Halle, in der auf der einen Seite Kessel und auf der anderen Seite Dampfmaschine und Generator standen. Eine bis unter das Dach geführte Querwand teilte den Kesselraum ab. Die Halle wird überspannt von genieteten Stahlfachwerkbindern. In dem eingeschossigen Gebäudeteil mit Pultdach war das Kohlenlager. Im zweigeschossigen Gebäude waren im Erdgeschoss der Schalt- und Akkumulatorenraum sowie das Büro. Im Obergeschoss war eine Wohnung untergebracht. Von den baulich-/funktionalen Substanz des E-Werkes fehlt nur der Schornstein, der seitlich der Gesamtanlage vorgelagert war. Die einheitliche Außengestaltung der Gebäudekörper orientiert sich an den Prinzipien zeittypischer Industriearchitektur. Abgesetzt von den weiß verputzten Wandflächen sind Sockel, Fenster- und Türumrahmungen, Wandvorlagen, Traufen sowie Giebeldreiecke und Mittelachse des zweigeschossigen Gebäudes in sichtbarem Ziegelmauerwerk. Das ursprünglich unbehandelte Mauerwerk ist heute weiß geschlämmt. Besonders lebhaft ist die Wandgliederung der Halle mit Konsolgesimsen über den zurückliegenden Wandflächen. In der Halle sind die originalen Holzfenster erhalten. Bedeutung: Trotz der fehlenden maschinellen und technischen Ausstattung ist das baulich fast vollständig erhaltene Elektrizitätswerk Osterath ein Dokument für die Anfänge der Versorgung des Ortes mit Strom. Über den ortsgeschichtlichen Aspekt hinaus verdeutlicht es auch, wie in der Frühzeit der Elektrifizierung die ländliche Stromversorgung in Einzelfälle gelöst wurde. Da in vielen anderen Fällen die kleinen Orte auf dem Land von Beginn an überregional durch die großen stromerzeugenden Unternehmen versorgt wurden, sind nur wenige Beispiele dieses Kraftwerktyps erhalten geblieben. Die baulich differenzierte Gestaltung der Anlage vermittelt noch einen Eindruck von der Funktionsweise des Kraftwerkes. Der überlieferte bauliche Bestand ist also bedeutend für die Ortsgeschichte von Osterath und für die Geschichte des Menschen und die Geschichte der Städte und Siedlungen. Als Teil der gewerblich-industriellen Infrastruktur von Osterath ist es auch bedeutend für die Geschichte der Arbeits- und Produktionsverhältnisse. Die Erhaltung des Objektes liegt aus städtebaulichen und wissenschaftlichen. Besonders orts- und technikgeschichtlichen Gründen im öffentlichen Interesse. Mit denkmalrechtlicher Erlaubnis vom 6. August 2003 wurde der Schutzumfang beschränkt auf das äußere Erscheinungsbild (Außenmauerwerk, Fenster, Türen, Dächer). | | 17.07.2001 und 06.08.2003 | 144             |
| 1. Fußfall                                          | 1. Fußfall                                          | Osterath Fröbelstraße/Bommershöfer Weg Karte                                                                       | Im Jahre 1764 stiften die Eheleute Clemens Pool und Catharina Hausmann sechs steinerne Bildstöcke, die in Osterath aufgestellt wurden. Zusammen mit dem Kreuz am Chor der Pfarrkirche bilden sie die „sieben Fußfälle“ als Stationen eines Gebetsweges. | 1764 |                           | 54              |
| 2. Fußfall                                          | 2. Fußfall                                          | Osterath Hochstraße 13 im Vorgarten des Pfarrhauses Karte                                                          | Im Jahre 1764 stiften die Eheleute Clemens Pool und Catharina Hausmann sechs steinerne Bildstöcke, die in Osterath aufgestellt wurden. Zusammen mit dem Kreuz am Chor der Pfarrkirche bilden sie die „sieben Fußfälle“ als Stationen eines Gebetsweges. | 1764 |                           | 55              |
| 3. Fußfall                                          | 3. Fußfall                                          | Osterath Willicher Straße 10 im Vorgarten Karte                                                                    | Im Jahre 1764 stiften die Eheleute Clemens Pool und Catharina Hausmann sechs steinerne Bildstöcke, die in Osterath aufgestellt wurden. Zusammen mit dem Kreuz am Chor der Pfarrkirche bilden sie die „sieben Fußfälle“ als Stationen eines Gebetsweges. | 1764 |                           | 56              |
| 4. Fußfall                                          | 4. Fußfall                                          | Osterath Schwertgesweg/Am Fußfall Karte                                                                            | Im Jahre 1764 stiften die Eheleute Clemens Pool und Catharina Hausmann sechs steinerne Bildstöcke, die in Osterath aufgestellt wurden. Zusammen mit dem Kreuz am Chor der Pfarrkirche bilden sie die „sieben Fußfälle“ als Stationen eines Gebetsweges. | 1764 |                           | 57              |
| 5. Fußfall                                          | 5. Fußfall                                          | Osterath Schützendelle/Azaleenweg Karte                                                                            | Im Jahre 1764 stiften die Eheleute Clemens Pool und Catharina Hausmann sechs steinerne Bildstöcke, die in Osterath aufgestellt wurden. Zusammen mit dem Kreuz am Chor der Pfarrkirche bilden sie die „sieben Fußfälle“ als Stationen eines Gebetsweges. | 1764 |                           | 58              |
| 6. Fußfall                                          | 6. Fußfall                                          | Osterath Gruttorfer Weg/Gatherstraße Karte                                                                         | Im Jahre 1764 stiften die Eheleute Clemens Pool und Catharina Hausmann sechs steinerne Bildstöcke, die in Osterath aufgestellt wurden. Zusammen mit dem Kreuz am Chor der Pfarrkirche bilden sie die „sieben Fußfälle“ als Stationen eines Gebetsweges. | 1764 |                           | 59              |
| 7. Fußfall                                          | 7. Fußfall                                          | Osterath Am Chor der Pfarrkirche St. Nikolaus Karte                                                                | Im Jahre 1764 stiften die Eheleute Clemens Pool und Catharina Hausmann sechs steinerne Bildstöcke, die in Osterath aufgestellt wurden. Zusammen mit dem Kreuz am Chor der Pfarrkirche bilden sie die „sieben Fußfälle“ als Stationen eines Gebetsweges. | 1764 |                           | 60              |
| BW                                                  | Grabstein Bürgermeister Kürfgen                     | Osterath Bahnhofsweg Karte                                                                                         | Ruhestätte des wohlgeborenen Herrn Heinr. Jos. Kürfgen, geb. zu Linn im Jahre 1781, gest. 10. Mai 1847, seit 1805 in Staatsdiensten, leitete er mehrere Aemter, war 25 Jahre Bürgermeister in Osterath und Fischeln, wurde zur Zeit zum Landrathe vorgeschlagen und zum Landtags. u. Huldigungs. Deputierten Sr. Majestät des Königs erwählt. Segen seinem Andenken. | 1847 |                           | 52              |
| weitere Bilder                                      | Empfangsgebäude Bahnhof Osterath                    | Osterath Bahnhofsweg 31 Karte                                                                                      | Das ca. 1860 errichtete Gebäude liegt an der 1856 eröffneten Eisenbahnstrecke Köln-Krefeld. Nach Abbruch des identischen Bahnhofs Köln-Worringen stellt das zweigeschossige Osterather Gebäude das letzte wichtige Dokument aus der Frühzeit der Geschichte des Schienenverkehrs dieser Strecke dar. Darüber hinaus handelt es sich hier um eines der wenigen noch erhaltenen Beispiele eines vollständig holzverkleideten Bahnhofgebäudes. Der Schutzumfang erstreckt sich auf den Kernbau und den später hinzugefügten Anbau, der ebenfalls holzverkleidet ist, sowie die Bahnsteigüberdachung. Begründung der Denkmaleigenschaft: Bedeutend aus verkehrs- und ortsgeschichtlichen sowie verkehrsbaugeschichtlichen Gründen. | ca. 1860                                                                                                 | 21.05.1987                | 138             |
| Bommershof                                          | Bommershof                                          | Osterath Bommershöfe 6 Karte                                                                                       | 3-flügelige Backsteinhofanlage, Wohnhaus von 1752, 2-geschossig in 3 Achsen, verputzt mit Sandsteingewänden, Hofgebäude Ende 19. Jahrhundert. Der Hof ist ein altes landwirtschaftliches Anwesen. Die heutigen Gebäude dokumentieren die Entwicklung der Landwirtschaft und damit auch die Besiedlung dieses Raumes und den Rang der Landwirtschaft zur Zeit der Bebauung. | Wohnhaus von 1752, Hofgebäude Ende des 19. Jahrhunderts                                                  | 11.09.1984                | 113             |
| Grabstein Hinben                                    | Grabstein Hinben                                    | Osterath Bommershöfer Weg; an der Leichenhalle des Osterather Friedhofes Karte                                     | IHS AO 1689 DEN 8 JUNO IST GERHART HINBEN GESTORBEN AO 1695 DEN 29 7BRIS IST NOELGEN SEJNE HAUßFRAW GESTORBEN | um 1700                                                                                                  |                           | 62              |
| Grabstein Pummelers Heller                          | Grabstein Pummelers Heller                          | Osterath Bommershöfer Weg; an der Leichenhalle des Osterather Friedhofes Karte                                     | 1705 27 DECEMBRIS STARB DIE TUDENTSAME HELENA PUMMELERS HELLER ALT 79 JAHR | um 1700                                                                                                  |                           | 63              |
| Grabstein Janesen                                   | Grabstein Janesen                                   | Osterath Bommershöfer Weg; an der Leichenhalle des Osterather Friedhofes Karte                                     | IHS AO 1723 STARB HENRICH JANESEN AO 17.. D.. ..... STARB GRETGEN JANESEN AO 1700 D 5 MAY STARB PETER JANESEN | um 1700                                                                                                  |                           | 64              |
| Grabstein Drewers                                   | Grabstein Drewers                                   | Osterath Bommershöfer Weg; an der Leichenhalle des Osterather Friedhofes Karte                                     | IHS AO 1700 8 JUNY STARB HENRICH DREWERS KIRCHMEISTER ALT 73 AO 1690 3 DECEMBER STARB GRITGEN SEINE HAUßFRAW | um 1700                                                                                                  |                           | 65              |
| Grabstein Bellforstter                              | Grabstein Bellforstter                              | Osterath Bommershöfer Weg; an der Leichenhalle des Osterather Friedhofes Karte                                     | IHS AO 1701 27 JUNY STARB HENRICH BELLFORSTTER KIRTCHMEISTER ALT 70 AO 1704 24 MAY STARB CATHARINA SEINE HAUßFRAU | um 1700                                                                                                  |                           | 66              |
| Grabstein Tilmes                                    | Grabstein Tilmes                                    | Osterath Bommershöfer Weg; an der Leichenhalle des Osterather Friedhofes Karte                                     | 1707 DEN 19 JUNUARR STARB DIE EHRSAME TRUTGEN TILMES GENANNT VENTEN ALT 59 JAHRE 4 MONAT | um 1700                                                                                                  |                           | 67              |
| Grabstein Gobels                                    | Grabstein Gobels                                    | Osterath Bommershöfer Weg; an der Leichenhalle des Osterather Friedhofes Karte                                     | Ad 7 DEN STARB DER EHRSAMER JOHANES GOBELS VOM BUERICH HISIEGEN CLOSTERS PROEFENTER | um 1700                                                                                                  |                           | 68              |
| Grabstein Stolsenberg                               | Grabstein Stolsenberg                               | Osterath Bommershöfer Weg; an der Leichenhalle des Osterather Friedhofes Karte                                     | IHS AO 1660 DEN 15 8BRIS STARB DIE TUGENTSAME GERTRUDT STOLSENBERG GENANNT HEUSREIT AO 15.. DEN 12 MAY STARB DER ERBARE UND FROMER PET.... ....KEN D....KEN SELLER GOTT GNEDIG | um 1700                                                                                                  |                           | 69              |
| Grabstein Hausman                                   | Grabstein Hausman                                   | Osterath Bommershöfer Weg; an der Leichenhalle des Osterather Friedhofes Karte                                     | IHS REMBOLT HAUSMAN FRAW STARB AO 1692 DEN 28 OCTOBER BILGEN KRULGES DE 2 FRAW STARB AO1700 D 22 JANUARY MARIA LOEHR D S G G | um 1700                                                                                                  |                           | 70              |
| Fachwerkhaus „Bockstation“                          | Fachwerkhaus „Bockstation“                          | Osterath Goethestraße 50 Karte                                                                                     | Eingeschossiges Fachwerkhaus mit Walmdach, ursprünglich im 17. Jahrhundert errichtet. 1965 neu aufgebaut. Das Haus ist erhaltenswert wegen seiner Gestaltung und für eine bestimmte Technik des Hausbaues. Es dokumentiert die frühere Besiedlung Osteraths und ist eines der wenigen Fachwerkhäuser in Meerbusch. | ursprünglich im 17. Jahrhundert entstanden, 1965 neu aufgebaut                                           | 11.09.1984                | 111             |
| Ehemaliges Backhaus                                 | Ehemaliges Backhaus                                 | Osterath Hingstenweg 6 Karte                                                                                       | Aus Backsteinen errichtetes Backhaus des daneben liegenden Hofes. Das Backhaus zeugt von der Eigenversorgung der landwirtschaftlichen Betriebe. Es ist als Produktionsstätte dieser Eigenversorgung bedeutend für die Geschichte des Menschen und die Entwicklung der Arbeits- und Produktionsverhältnisse. | | 11.09.1984                | 107             |
| weitere Bilder                                      | Pfarrkirche St. Nikolaus                            | Osterath Hochstraße Karte                                                                                          | 3-schiffige neugotische Pseudobasilika mit Kreuzrippengewölbe, polygonalem Chor aus dem Jahre 1856, vorgesetzter Westturm aus dem 12. Jahrhundert, Tuff; von der Ausstattung erhalten: Orgelempore, Kirchengestühl, 2 Beichtstühle, Kanzel, Taufstein von 1647. Zeugnis für das religiöse Leben und die Ausbreitung der Gemeinde Osterath. Kirche und Turm sind wegen des Baustils erhaltenswert. Der Schutz erstreckt sich auf den unveränderten Erhalt, aber Anpassung an moderne liturgische Erfordernisse und Nutzungsweisen sind möglich. | Westturm aus dem 12. Jahrhundert, dreischiffige neugotische Pseudobasilika aus dem Jahre 1856            | 10.12.1981                | 12              |
| Ehemaliges Rathaus Osterath                         | Ehemaliges Rathaus Osterath                         | Osterath Hochstraße 1 Karte                                                                                        | Das Rathausgebäude setzt sich aus zwei verputzten Baukörpern unterschiedlichen Entstehungsdatums zusammen. Der linke, ältere Trakt, der 1886 zum Rathaus umgebaut und 1905 um drei Achsen erweitert wurde, ist mit seiner Traufseite zur Straße ausgerichtet. Die im klassizistischen Stil gestaltete Putzfassade, gliedert sich in zwei Geschosse mit sieben Fensterachsen. Ein reich profiliertes Traufgesims, von Ecklisenen getragen, bildet den oberen Abschluss der Wand. Der rechts angrenzende, 1925 entstandene giebelständige Gebäudeteil, tritt wie ein breiter Risalit vor die ältere Fassade. Die Plastizität seiner Gliederungselemente verleiht dem Gebäude eine beherrschende Monumentalität. Das in der linken Achse sitzende Portal ist ädikulagerahmt. Breite, zweifachgestufte Wand – bzw. Eckpfeiler lassen die Fenster des Obergeschosses in den Hintergrund rücken. Vor den mittleren beiden Achsen kragt ein Balkon auf zwei Kräftigen Konsolen aus. Den Eckpfeilern sind gedrungene, auskragende Pyramiden aufgesetzt, in der Mittelachse befindet sich eine Uhr in einem konkav geschwungenen Rahmen. Die Giebelzone ist abgewalmt. Die rückwärtige Gebäudefront zeigt eine schlichte Gestaltung. Im Gebäudeinneren des jüngeren Bauteils nimmt ein von vier Freistützen unterteilter Raum nahezu das gesamte Erdgeschoss ein. Die Raumaufteilung des Obergeschosses wird von einem großen Saal beherrscht. Zwar fanden umfangreiche Renovierungs- und Umbaumaßnahmen statt, die Struktur des Aufrisses sowie die Aufteilung der Innenräume blieb jedoch weitgehend bewahrt. Aus dem in der Nähe des Ortsrandes gelegenen ehemaligen Wohnhaus des Bürgermeisters entwickelte sich in der zweiten Hälfte des 19. Jahrhunderts. Das Rathausgebäude, das mit dem stetigen Anwachsen der Einwohnerzahl Osteraths mehrmals erweitert wurde. Diese Erweiterungen werden besonders durch die beiden klar zu unterscheidenden Gebäudetrakte verdeutlicht. Der sukzessive Ausbau des Rathauses ist von Bedeutung als Zeugnis für die zunehmende Prosperität des Ortes. Seine Lage ist von städtebaulicher Bedeutung, da sie die Ausdehnung des ehemaligen Straßendorfes über seine früheren Grenzen hinaus dokumentiert. Das Gebäude ist bedeutend für die Entwicklung eines ländlichen Rathausbaues, der in den 1920er Jahren sein städtisches Gepräge erhält. Das Rathausgebäude ist erhaltenswert aus architekturgeschichtlichen und städtebaulichen Gründen und als Zeugnis für die ortsgeschichtliche Entwicklung Osteraths im Verlauf des ausgehenden 19. Und beginnenden 20. Jahrhunderts. | 1886 | 11.12.1984 und 21.10.2002 | 50              |
| Pfarrhaus                                           | Pfarrhaus                                           | Osterath Hochstraße 13 Karte                                                                                       | 2-geschossiger Backsteinbau in 5 Achsen, Sandsteingewände, Türeingang mit Spitzbogennische, erbaut 1904. Bedeutung für die Entwicklung der Pfarre und für die Bebauung des Ortskerns. Der Schutz erstreckt sich auf den unveränderten Erhalt des Äußeren sowie der wesentlichen Raumfolge im Inneren. | 1904 | 10.12.1981                | 11              |
| Alte Schule                                         | Alte Schule                                         | Osterath Hochstraße 14 Karte                                                                                       | zweigeschossiger Backsteinbau in acht Achsen | 1928 |                           | 51              |
| Plöneshof                                           | Plöneshof                                           | Osterath Hochstraße 15 Karte                                                                                       | 1-geschossiges Backsteingebäude, giebelständig, mit ausgebautem Dachgeschoss, Seite verputzt. Aus dem Jahre 1791. Links ehemaliger Pferdestall aus dem Ende des 19. Jahrhunderts. Das Gebäude bezeugt die Besiedlung der Gemeinde Osterath, auch die Entwicklung der Landwirtschaft, da es sich um ein ursprünglich landwirtschaftliches Anwesen handelt. Die Erhaltung ist zudem aus städtebaulichen Gründen erforderlich, da das Gebäude den städtebaulichen Rang der Hochstraße bestimmt. Der Schutz erstreckt sich auf den unveränderten äußeren Erhalt, beim Wohnhaus auch Erhalt der wesentlichen Raumfolge. | 1791 (Stall Ende des 19. Jahrhunderts)                                                                   | 10.12.1981                | 16              |
| Wohnhaus                                            | Wohnhaus                                            | Osterath Hochstraße 18 Karte                                                                                       | ehemalige Backsteinhofanlage | Jahreszahl 1855 über der Tür                                                                             |                           | 117             |
| Ehemaliger Ackershof                                | Ehemaliger Ackershof                                | Osterath Hochstraße 19 Karte                                                                                       | 2-geschossiger Backsteinbau in 8 Achsen mit Toreinfahrt, erbaut 1856, Putzfassade, später vorgeblendet. Hier wurde zunächst eine Acker- und Gastwirtschaft betrieben, nach 1836 wurde im Hotel Ackers eine Posthalterei und eine Pferdewechselstation eingerichtet. Das Gebäude zeugt also für die Entwicklung auch von Arbeits- und Kommunikationsverhältnisse. Das Gebäude ist Bestandteil der alten Dorfstraße von Osterath. Umfang des Schutzes: Unveränderter Erhalt der zur Hochstraße gelegenen Fassade. Erweiterte Unterschutzstellung: (13.05.1996) Das äußere Erscheinungsbild des Haupthauses an der Hochstraße einschließlich der Innenhoffassade des Haupthauses mit seinem Treppenturm. | 1856 | 11.09.1984 und 13.05.1996 | 118             |
| Alte Vikarie                                        | Alte Vikarie                                        | Osterath Hochstraße 20 Karte                                                                                       | 2-geschossiges Gebäude in 3 : 3 Achsen, Putzfassade Ende des 19. Jahrhunderts, Fenster verändert, Krüppelwalmdach. Das Haus ist ein Zeugnis für die Entwicklung der katholischen Pfarrgemeinde in Osterath, da hier der jeweilige Kaplan wohnte. Das Gebäude gehört zur Bebauung des alten Ortskerns von Osterath. 2. Beschreibung: Das traufständige, zweigeschossige in Ständerbauweise errichtete Fachwerkhaus mit Krüppelwalmdach entstand im Kern vermutlich spätestens im 18. Jh. Das zweiraumtiefe, quererschlossene Gebäude mit mittig angeordnetem Flur weist eine rückwärtige, möglicherweise jüngere Abschleppung auf. Die zweigeschossige innere Traufwand, die weitgehend original erhalten ist, zeigt im Innern des Hauses Reste einer Ankerbalkenverzierung. Im Erdgeschoss haben sich Kölner Balkendecken erhalten. Die heutige Treppe, die sich im abgeschleppten Teil des Hauses befindet, wurde vermutlich in den 1930er Jahren neu eingebaut. Die ursprüngliche, geradeläufige Treppe war giebelparallel im Flur angeordnet, wie der Wechsel in den Deckenbalken vermuten lässt. Der Sparrendachstuhl des Hauses der eine Kehlbalkenlage aufweist, ist jüngeren Datums und ohne größeres zimmermanntechnische Interesse. Das Haus Hochstraße 20 ist ein wichtiges Zeugnis für die Entwicklung der katholischen Pfarrgemeinde St. Nikolaus in Meerbusch-Osterath. Es handelt sich um den Vorgängerbau der 1872/73 am Kirchplatz errichteten neuen Vikarie. Das Fachwerkhaus gehört somit zur historischen Bebauung des alten Ortskerns von Osterath und zeigt deren ursprüngliche Maßstäblichkeit. Das Gebäude ist bedeutend für die Geschichte des Menschen, insbesondere die Orts- und Siedlungsgeschichte von Osterath. Es handelt sich um ein typisches Zeugnis des historischen Ortskerns. | Ende 19. Jh.                                                                                             | 11.09.1985                | 119             |
| Hotel Weindorf                                      | Hotel Weindorf                                      | Osterath Hochstraße 21 Karte                                                                                       | 4-flügelige ehemalige Backsteinhofanlage, Haupthaus 2-geschossig in 6 Achsen, Putzfassade Ende des 19. Jahrhunderts. Torhaus in 3 Achsen mit Toreinfahrt, Backstein. Das Gebäude gehört zum alten Ortskern Osteraths und bezeugt die Entwicklung des Gaststättengewerbes in diesem Stadtteil. | Ende 19. Jh.                                                                                             | 11.09.1984                | 120             |
| Wohnhaus                                            | Wohnhaus                                            | Osterath Hochstraße 26 Karte                                                                                       | 2-geschossiges Backsteinhaus in 3 Achsen aus dem Anfang des 19. Jahrhunderts. Das Gebäude zeigt einen einfachen, ländlichen Stil mit Backsteinverzierungen. Es markiert die Entwicklung der Besiedlung Osteraths, aber auch einen ländlichen Baustil. Das Haus dokumentiert zusammen mit der übrigen alten Bebauung das erhaltenswerte städtebauliche Bild der Hochstraße in Osterath. | Anfang 19. Jh.                                                                                           | 11.09.1984                | 121             |
| Wohnhaus                                            | Wohnhaus                                            | Osterath Hochstraße 27 Karte                                                                                       | 2-geschossiges Backsteinhaus in 5 Achsen aus dem 18. Jahrhundert, Fassade verputzt, Fenster teilweise verändert. Das Haus zeigt, wie die Häuser seiner näheren Umgebung, die Bebauung des alten Ortskerns von Osterath, der unverändert erhalten bleiben soll. | 18. Jahrhundert                                                                                          | 11.09.1984                | 122             |
| Häuser                                              | Häuser                                              | Osterath Hochstraße 34 u. 36 Karte                                                                                 | 2-geschossiges Fachwerkgebäude mit Holzgewänden aus dem 17./18. Jahrhundert. Fassade verputzt (vor ca. 1830), Krüppelwalmdach. Das Gebäude wurde 1982 renoviert und im Inneren verändert. Das unter 2 Hausnummern geführte Gebäude, das getrennt genutzt wurde, ist ein einheitlicher Fachwerkbau, der die Technik des Fachwerks zeigt und zugleich die Besiedlung der alten Dorfstraße im 17./18. Jahrhundert bezeugt. | 17./18. Jahrhundert (Verputz der Fassade vor 1830)                                                       | 11.09.1984                | 124             |
| Gaststätte „Zur Taube“                              | Gaststätte „Zur Taube“                              | Osterath Hochstraße 38 Karte                                                                                       | 2-geschossiges Backsteinhaus in nicht durchgezogenen Achsen, verputzt, erbaut Ende 18. Jahrhundert. Fenster im Erdgeschoss teilweise verändert. Das Gebäude umfasste neben der heute noch bestehenden Gastwirtschaft auch die Dorfschmiede. Es bezeugt somit die Entwicklung von Arbeits- und Produktions- sowie Wirtschaftsverhältnissen. Der Schutz beschränkt sich auf das Wohn- und Gaststättengebäude. Der Bescheid vom 29. März 1985 wird hiermit aufgehoben. | Ende 18. Jh.                                                                                             | 11.09.1984                | 125             |
| Kröllgeshof                                         | Kröllgeshof                                         | Osterath Hochstraße 6 Karte                                                                                        | zweigeschossiges Backsteingebäude | erbaut 1786                                                                                              |                           | 17              |
| Wohnhaus                                            | Wohnhaus                                            | Osterath Kaarster Straße 10 Karte                                                                                  | 2-geschossiges Wohnhaus in 7 Achsen aus der Mitte des 19. Jahrhunderts, verputzte Fassade, Krüppelwalmdach. Das Wohnhaus bezeugt einen früheren Hof, der bereits seit dem Jahre 1683 bekannt ist. Zugleich wird die Entwicklung der Arbeits- und Produktionsverhältnisse, aber auch die Besiedlung Osteraths dokumentiert. Das Haus ist für das heutige Erscheinungsbild des Stadtteils bedeutend. Zudem dokumentiert das 2-geschossige Wohnhaus den Baustil seiner Zeit, wie er in einer Landgemeinde verwirklicht wurde. Die gut gegliederte Fassade bereichert das Bild des Straßenzuges und prägt den historischen Charakter. | 1683 | 11.09.1984                | 116             |
| Hehnenhof                                           | Hehnenhof                                           | Osterath Kaarster Straße 7 Karte                                                                                   | Backsteinhaus aus der Mitte des 19. Jahrhunderts. 2-geschossig in 7 Achsen mit Backsteinfenster- und Türgewänden, Krüppelwalmdach. Das Wohnhaus gehört zu einem landwirtschaftlichen Betrieb, der zu den alten Osterather Höfen zu zählen ist. Das Haus bezeugt die landwirtschaftliche Vergangenheit Osteraths und zugleich die Besiedlung dieses Ortes. Das Haus ist wegen seiner harmonischen Gestaltung und als charakteristisches Wohngebäude eines Bauernhofes erhaltenswert. Die ausgewogenen Proportionen verschaffen der Kaarster Straße ein charakteristisches Bild. Der Schutz erstreckt sich auf den unveränderten Erhalt der äußeren Gestalt, Veränderungen im Inneren zur Anpassung an moderne Wohn- und Wirtschaftsweisen möglich. | Mitte 19. Jh.                                                                                            | 10.12.1981                | 18              |
| Muttergotteskapelle                                 | Muttergotteskapelle                                 | Osterath Kapellenstraße 82 Karte                                                                                   | Backsteinbau mit flacher neuer Holzdecke, Rundbogenfenstern, halbrunder Apsis und Satteldach. Gebäude errichtet im Jahre 1847, renoviert 1971. In diesem Jahr wurde auch der neben der Kapelle stehende Glockenturm errichtet. Für die Erhaltung sprechen insbesondere heimatkundliche Gründe, da die Kapelle ein Dokument des religiösen Lebens ist. Der Schutz bezieht sich auf den unveränderten Erhalt. | 1847 | 10.12.1981                | 13              |
| Fachwerkhaus                                        | Fachwerkhaus                                        | Osterath Kapellenstraße 51 Karte                                                                                   | Eingeschossiges Fachwerkhaus, Holzgewände aus der 2. Hälfte des 18. Jahrhunderts, Fenster teilweise verändert. Bedeutend für die Besiedlung Osteraths und eine bestimmte Technik des Hausbaues, nämlich des Fachwerks. Das Fachwerkhaus ist der letzte Bestand eines Hofes, der unter dem Namen Körschgenhaus schon 1754 erwähnt wurde. Der Schutz erstreckt sich auf den unveränderten Erhalt der äußeren Gestalt und der technischen Konstruktion des Hauses. Anpassung an moderne Wohn- und Wirtschaftsverhältnisse möglich. | 2. Hälfte 18. Jh.                                                                                        | 10.12.1981                | 14              |
| Alte Dampfmühle                                     | Alte Dampfmühle                                     | Osterath Kirchplatz 1 Karte                                                                                        | Backsteingebäude 2-geschossig in 7 Achsen mit Toreinfahrt, Putzfassade mit neubarocken Schmuckformen, errichtet 1883 mit einer Dampfmühle. Das Haus bezeugt die Besiedlung und die Bebauung Osteraths im 19. Jahrhundert und eine Entwicklung von Produktionsverhältnissen, da der Erbauer des Hauses hier in Konkurrenz zur bestehenden Windmühle eine Dampfmühle errichtete und betrieb. Das Gebäude mit seinen harmonischen Maßen und seinen neubarocken Schmuckformen bestimmt den Charakter des Kirchplatzes, der als Teil des alten Dorfkernes erhalten werden soll. Seit 1983 befindet sich in dem denkmalgeschützten Gebäude das „Buch- und Kunstkabinett Mönter“, welches 1988 durch umgebaute Nebenhäuser erweitert wurde. | 1883 | 11.09.1984                | 115             |
| Neue Vikarie                                        | Neue Vikarie                                        | Osterath Kirchplatz 27 Karte                                                                                       | Das Gebäude wurde 1872/73 als Ersatz für das alte Vikarie-Gebäude Hochstraße 20 hinter dem Chor der Pfarrkirche errichtet. Geprägt von der offiziellen „Baupolitik“ des Erzbistums Köln, zeigt sich das Gebäude in neugotischen Formen. 1985/86 wurde das Gebäude restauriert und die historische Fassade wiederhergestellt. Das Gebäude hat - Bedeutung für die Geschichte des Bauwesens des Erzbistums Köln - Bedeutung für das Bauwesen der Kirchengemeinde St. Nikolaus - Bedeutung für die städtebauliche Entwicklung der Gemeinde Osterath. | 1872/73                                                                                                  | 10.03.1987                | 139             |
| Wohnhaus                                            | Wohnhaus                                            | Osterath Krefelder Straße 17 Karte                                                                                 | Wohnhaus der vierflügeligen Backsteinhofanlage, 2-geschossig in 5 Achsen, verputzt, Krüppelwalmdach. Fenster im Obergeschoss verändert, Hofgebäude aus Backstein (1836). Ein Hoterhof ist durch seinen Besitzer Jakob in dem Holte bereits in der Urkunde vom 2. Oktober 1364 über den Wiederaufbau der in einem Krieg zerstörten Windmühle erwähnt. 1496 ist er in den Zehntenlisten enthalten, in der Urkunde vom 29. Januar 1601 als dompropsteilichen Lehen bezeugt. Von besonderen Interesse ist aber, dass der damalige Bürgermeister Kürfgen 1836 beim Bau der Staatsstraße von Haus Meer nach Krefeld, deren Trasse das Gelände der ehemaligen Hofanlage durchtrennte, den Hof kaufte, die heute noch erhaltenen Hofgebäude errichten ließ und dort seinen Wohnsitz nahm. Der Hof war Acker- und Gastwirtschaft. Der große Wirtshaussaal wurde erst 1967 zum Wohnraum umgebaut. Der 1. Osterather Arzt Dr. Ludwig Kürfgen hatte in diesem Haus seine Praxis ab 1840. | 1836 und vorher                                                                                          | 11.09.1984                | 114             |
| Fassade                                             | Fassade                                             | Osterath Meerbuscher Straße 17 Karte                                                                               | Fassade aus dem Jahre 1906 mit Putzornamenten, Tür und Fenstergliederung noch im ursprünglichen Zustand vorhanden. Das Gebäude war Jahrzehnte hindurch das Haus des Arztes in Osterath. Es ist insoweit ein Denkmal für die ärztliche Versorgung in Osterath und auch für das Leben eines Arztes auf dem Lande. Durch seinen architektonischen Stil dokumentiert es nicht nur den Stil der Jahrhundertwende und dessen Realisierung in einer Landgemeinde, sondern auch die neueren Architektur aufgeschlossene Haltung des damaligen Osterather Arztes. Das Haus Meerbuscher Straße 17 ist mit seiner schönen und auch gut gepflegten Fassade Bestandteil des baulichen Erscheinungsbildes des Stadtteils Osterath. | 1906 | 11.09.1984                | 112             |
| BW                                                  | Ehemaliges Backhaus des Nibbelshofes (zerfallen)    | Osterath Nibbelsweg 20 Karte                                                                                       | Altes Backhaus aus Fachwerk von 1731, Bestandteil einer offenen 4-flügeligen Backsteinhofanlage. Das Gebäude ist von Bedeutung für die Geschichte des Menschen, da es einen Teil der landwirtschaftlichen Produktionsverhältnisse zeigt und die Eigenversorgung der landwirtschaftlichen Betriebe dokumentiert. Zudem stellen die Gebäude den historischen Nibbelshof dar, der seit 1496 nachgewiesen ist. | 1731 | 11.09.1984                | 108             |
| Körschgeshof                                        | Körschgeshof                                        | Osterath Schweinheimerweg 40 Karte                                                                                 | 3-flügelige Backsteinhofanlage aus dem Jahre 1906, Wohnhaus 2-geschossig in 5 Achsen, 2 Achsen vorgezogen, 3-geschossig überhöht und übergiebelt, Lisenen-Gliederung, Segmentbogen-Fenster, Krüppel-Walmdach. Für die Denkmaleigenschaft ist entscheidend, dass die Gebäude den historischen Kyrgeshof oder Körschgeshof darstellen, der bedeutend für die Geschichte des Menschen im Raume der heutigen Stadt Meerbusch ist. Der Hof gibt Zeugnis von der Besiedlung des heimatlichen Raumes und von dem Rang der Landwirtschaft z. Zt. seiner Erbauung. Gleichzeitig dokumentiert er die Entwicklung der landwirtschaftlichen Arbeits- und Produktionsverhältnisse. Die Hofanlage stellt sich als ein großzügiges Ensemble von Wohn- und Wirtschaftsgebäude in der niederrheinischen Landschaft dar. Er ist Ausdruck einer stolzen bäuerlichen Architektur aus dem Beginn dieses Jahrhunderts. Das Wohngebäude wurde als freistehendes Gebäude errichtet | 1906 | 11.09.1984                | 109             |
| Hochkreuz ehemaliger Friedhof                       | Hochkreuz ehemaliger Friedhof                       | Osterath Strümper Straße Karte                                                                                     | Hochkreuz des ehemaligen Friedhofs in Osterath | |                           | 53              |
| Ehemaliges Weberhaus                                | Ehemaliges Weberhaus                                | Osterath Willicher Straße 13 Karte                                                                                 | Eingeschossiger Backsteinbau in 3 : 3 Achsen mit ausgebautem Dachgeschoss aus der Mitte des 19. Jahrhunderts, ehemaliges Weberhaus; eine Giebelseite mit Eternit verkleidet. Das Gebäude zeugt als ehemaliges Weberhaus für die Wohnverhältnisse dieser Bevölkerungsgruppe. Außerdem bezeugt es die Besiedlung Osteraths mit Häusern von Bewohner, die nicht in der Landwirtschaft tätig waren, sondern in einem Wirtschaftszweig, der am Niederrhein schon früh Bedeutung hatte. Das Gebäude ist erhaltenswert wegen des einfachen, aber harmonischen ländlichen Stils des Gebäudes, ferner aus städtebaulichen Gründen wegen seiner raumbildeten Lage an der Willicher Straße/Am Heinekamp. | Mitte 19. Jh.                                                                                            | 11.09.1984                | 110             |
| weitere Bilder                                      | Osterather Turmwindmühle                            | Osterath Willicher Straße 89 Karte                                                                                 | 4-geschossiger konischer Backsteinbau mit Spitzbogenfenstern mit Sandsteingewänden, Haubendach, kurze Flügelbalken. Erbaut 1883, renoviert 1962–1966. Die Mühle ist das letzte Gebäude in einer langen Mühlengeschichte. Sie zeugt von einer handwerklichen Produktionsstätte und ihrer Entwicklung, aber auch der Landwirtschaft und ihres Folgebetriebes. Mit der Mühle ist darüber hinaus eine lange Eigentumsgeschichte verbunden, in die das Kölnische Domkapitel eingebunden ist. Für die Erhaltung liegen volkskundliche Gründe vor, da die Mühle die Heimatgeschichte bezeugt. Auch städtebauliche Gründe bieten den Erhalt, da die Mühle als technisches Bauwerk von ästhetischer Harmonie und markantem Bezug zur Landwirtschaft erhaltenswert ist. Der Schutz erstreckt sich auf den unveränderten Erhalt der äußeren Gestalt, andere Dachdeckung der Haube möglich, auch Veränderung der Flügelstummel. | 1883 | 10.12.1981                | 15              |
| Neuer Meerhof                                       | Neuer Meerhof                                       | Strümp Am Bergfeld 6 Karte                                                                                         | Offene 4-flügelige Backsteinhofanlage, Wohnhaus 2-geschossig mit Mezzanin in 5 Achsen mit Walmdach, Backstein mit Sandsteingesimsen und Sandstandtürumrahmung aus dem Jahre 1846, ein Scheunentrakt aus dem 18. Jahrhundert. Der neue Meerhof ist in seiner heutigen Gestalt Dokument für die landwirtschaftliche Vergangenheit des Raumes der heutigen Stadt Meerbusch und für die landwirtschaftliche Produktionsweise und Lagerhaltung. Das 2-geschossige Herrenhaus dokumentiert darüber hinaus die wirtschaftlichen Verhältnisse und das Selbstverständnis des Erbauers und damaligen Bewirtschafters des Hofes. Es ist damit ein Zeugnis für den Rang der Landwirtschaft der damaligen Zeit. Darüber hinaus dokumentiert der Hof eine bestimmte Architektur großer landwirtschaftlicher Gehöfte. Er ist in seiner Symmetrie und Harmonie eine Bereicherung für die Landwirtschaft. Umfang des Schutzes: Gesamte Hofanlage in der derzeitigen äußeren Gestalt. Anpassung der Wirtschaftsgebäude an moderne Wirtschaftsmethoden möglich, ebenso Anbauten, die sich jedoch in die Gesamtanlage einfügen müssten. Das Wohnhaus soll unverändert erhalten bleiben. | 1846 | 10.12.1981                | 28              |
| Kriegerdenkmal Strümp                               | Kriegerdenkmal Strümp                               | Strümp vor der Kirche St. Franziskus, Kaustinenweg Karte                                                           | Kriegerdenkmal Strümp | 1959 |                           | 157             |
| Mönkshof                                            | Mönkshof                                            | Strümp (Schürkesfeld) Schürkesweg 1 Karte                                                                          | Offene, 4-flügelige Backsteinhofanlage aus der zweiten Hälfte des 19. Jahrhunderts, Wohnhaus zweigeschossig in 5 Achsen mit übergiebeltem einachsigen Mittelrisalit. Der Hof ist ein Zeugnis bäuerlichen Wohnens und Wirtschaftens. Er dokumentiert frühere und heutige Arbeits- und Produktionsverhältnisse. In seiner architektonischen Gestaltung ist er eine typisch niederrheinische Hofanlage. Der Schutz erstreckt sich auf die gesamte Hofanlage in ihrer derzeitigen äußeren Gestalt, Anpassung an moderne Wirtschafts- und Wohnweisen möglich. | 2. Hälfte 19. Jh.                                                                                        | 10.12.1981                | 44              |
| Schürkeshof                                         | Schürkeshof                                         | Strümp (Schürkesfeld) Schürkesweg 7 Karte                                                                          | Geschlossene 4-flügelige Backsteinhofanlage aus dem Jahre 1902, Wohnhaus 2-geschossig in 5 Achsen mit durch Schweifgiebel betonter Mittelachse, hohes Walmdach mit Aussichtsplattform; die Scheunentrakte teilweise verändert. Der Hof ist ein besonders typisches Beispiel für einen niederrheinischen landwirtschaftlichen Betrieb. Es dokumentiert daher nicht nur die Besiedlung, sondern auch die Entwicklung der Arbeits- und Produktionsverhältnisse. Der architektonische Rang der Hofanlage und die Lage des Hofes in der Landschaft begründen die Erhaltung und Nutzung des Schürkeshofes. Der Schutz erstreckt sich auf das charakteristische Erscheinungsbild der gesamten Hofanlage. | 1902 | 10.12.1981                | 27              |
| Wegekreuz an der Autobahn                           | Wegekreuz an der Autobahn                           | Strümp Schürkesweg/Schlossstraße Karte                                                                             | Sandsteinkreuz, nach Zerstörung 1980 nur noch Einzelteile vorhanden | 1875 |                           | 80              |